# ウマ娘 プリティーダービー (テレビアニメ)
『ウマ娘 プリティーダービー』（ウマむすめ プリティーダービー）は、Cygamesによるメディアミックスプロジェクト「ウマ娘 プリティーダービー」を原案としたアニメシリーズである。略称は『ウマ娘』。
本項目では世界観に繋がりがあるテレビシリーズ及び「1st Anniversary Special Animation」について記載する。それ以外のアニメ作品に関しては「ウマ娘 プリティーダービー」を参照。

## 製作

### 第1期
テレビアニメ第1期はCygames・TOHO animation・ランティスの三社共同プロデュースによるテレビアニメ作品として制作が発表され、2018年4月から6月まで関西テレビ・TOKYO MXほかにて放送された。初回は1時間スペシャルとして、2話連続で放送された。
第1Rの冒頭で「実際の競走馬の物語をモチーフとし、事実に基づいた表現を心掛けたフィクション」というテロップが流れたように、主人公であるスペシャルウィークやサイレンススズカ、エルコンドルパサーなどの実話をベースとして、さまざまな競走馬に関するエピソードが盛り込まれた物語が展開される。ゲームに登場せず、ストーリーにも絡まないほかのウマ娘は基本モブキャラだが、ゲームに登場しなくてもストーリー展開に絡む重要な役割を持った一部のウマ娘については、架空の名称のアニメオリジナルのウマ娘として登場する。
放送期間中の4月27日には実際のスペシャルウィークが、同年5月17日にはテイエムオペラオーが それぞれ他界しており、そのことが公表された際にはテレビアニメ公式サイトと担当声優（和氣あず未・徳井青空）がそれぞれTwitterで追悼コメントを出している。
5月6日放送の第7Rは、1998年11月1日開催の第118回天皇賞（秋）と、同レースにて発生したサイレンススズカの故障事故が主題となった。放送当日、ネットドリーマーズ社が開設している競馬情報サイト「netkeiba.com」が公式twitterで本作を紹介 し、放送翌日（5月7日）には、同サイトに掲載されているサイレンススズカのページへのアクセス数が、サイト内競走馬アクセスランキングで1位を記録している。第7Rの制作にあたり、TOHO animationの伊藤隼之介は「事故のことを描かなければ、サイレンススズカの物語とは言えない」と、故障事故を取り上げた経緯を説明している。

### 第2期「Season 2」
テレビアニメ第2期『ウマ娘 プリティーダービー Season 2』は2020年9月に製作が告知され、2021年1月から3月まで関西テレビ・TOKYO MXほかにて放送された。
アニメーション制作スタジオはスタジオKAIに交代。その影響で助監督や一部の演出家が変更になったほか、参加アニメーター陣とCG制作がスタジオKAIの所属スタッフをメインとする体制に変更となっている。なお、同チームは2018年12月に発売された『ウマ娘プリティーダービー』のOVA作品『BNWの誓い』第2話のアニメーション制作をサテライト名義で担当している。OVA作品『BNWの誓い』はシーズン1「ウマ箱 第4コーナー」に収録する為に制作された、オリジナルアニメ作品である。
一方で第1期のアニメーション制作を担当したP.A.WORKSは一部の話数にて各話制作協力（グロス請け）として参加しており、担当回の演出には第1期副監督の太田知章や演出家の本間修が参加している。
監督の及川啓やキャラクターデザインの椛島洋介と辻智子、その他、色彩設計、撮影監督、編集、音響・音楽関連スタッフは第1期から続投しているほか、美術スタジオの草薙、仕上げスタジオのstella road、撮影スタジオのT2 studioも続投して各セクションを担当している。
シリーズ構成はCygames名義に変更されたが、第1期のシリーズ構成に参加していた当時の『ウマ娘 プリティーダービー』プロジェクトのコンテンツプロデューサー・石原章弘（2019年4月に退任）が参加していない点を除き、変更はない。各話参加脚本家も第1期と同様だが、第11話以降はサテライト制作の作品の多くで脚本を務めた永井真吾が脚本を担当した。
スタジオKAIの起用は、同社プロデューサーの増尾とキャラクターデザイン・総作画監督の椛島がサテライトで共に仕事をしていた際に、増尾が「ウマ娘が好き」「出来れば自分で制作進行をやりたい」という話しを椛島に話したことがきっかけで2018年12月に発売された第1期のOVA作品『BNWの誓い』第2話のアニメーション制作をサテライトで担当したことがきっかけとなる。この時、現場で第2期制作の話題が上がっていたこともあり、「ウマ娘が凄く好きだという増尾にプロデューサーをお願いしよう」という話しとなり、同時期に増尾とサテライトのスタッフが独立して立ち上げた新会社・スタジオKAIに制作会社が変更となった。
増尾は制作プロデューサーの他、キービジュアル等の各種監修も担当している。作画では第2期より椛島が、どのアニメーターが描いても違和感のない画になるように各アングルごとに多くの「走り」の作画パターンを設計図として作成している。とくに、トウカイテイオーに関しては専用の「走り」の構図が別途用意された。
第1期はスペシャルウィークをメインとした1998年から99年にかけての物語が展開されたが、第2期ではトウカイテイオーとメジロマックイーンをメインとした1991年から93年にかけての物語が展開される。これは、第1期にてスペシャルウィークに関しては史実にある引退前最後のレース（99年有馬記念）まで描いており、新たな主人公の物語を描こうと判断されたため。その後、監督の及川がドラマチックなストーリーやメジロマックイーンなど同世代のウマ娘をたくさん出して盛り上げることもできる点から「トウカイテイオーで行きたい」と提案し、企画が始動した。

### 1st Anniversary Special Animation
2022年2月に、ゲーム『ウマ娘』の1周年を記念したショートアニメ『1st Anniversary Special Animation』が2022年2月22日よりYouTubeのウマ娘公式チャンネル「ぱかチューブっ!」で公開が開始された。
ストーリーはテレビアニメ版のその後を描き、キタサンブラックとサトノダイヤモンドの2人がトレセン学園に入学し、後に有馬記念での直接対決を迎えた際のエピソードを描く。
『Season3』のティザーサイトでは本作が『Season3』のプロローグとして扱われている。
ゲーム『ウマ娘 プリティーダービー』1st Anniversary Special Animation - YouTube

### 第3期「Season3」
2022年11月6日開催の『ウマ娘 4th EVENT「SPECIAL DREAMERS!!」 EXTRA STAGE』の2日目にて、テレビアニメシリーズ第3期の制作決定が発表され、2023年2月22日に「ぱかチューブっ！」にてライブ配信された『「ウマ娘 プリティーダービー」ぱかライブTV Vol.26 2周年記念 ウマ娘冬の陣！』にてティザーPVが公開され、タイトルが『ウマ娘 プリティーダービー Season 3』であることが発表された。アニメーション制作スタジオはSeason 2に引き続き、スタジオKAIが担当する。

## ストーリー
第1期
北海道の田舎からトレセン学園に入学したウマ娘のスペシャルウィークは、東京に出て初めて生で見たトゥインクル・レースでサイレンススズカの圧倒的な走りを見て憧れを抱く。チーム〈スピカ〉のトレーナーに才能を見出され、〈スピカ〉の部室に無理やり連れてこられたスペシャルウィークは、サイレンススズカが〈スピカ〉に移籍したことを知り、このチームで育ての母と交わした「日本一のウマ娘になる」という約束を叶えることを誓う。
デビューから2連勝を飾り、「三冠ウマ娘」候補と言われるようになったスペシャルウィーク。一冠目の皐月賞のトライアルレースの弥生賞ではライバルのセイウンスカイを中山名物の心臓破りの坂直後の直線でかわして勝利するが、皐月賞本番では体重の増加もあって弥生賞より仕掛けのタイミングを早めたセイウンスカイやキングヘイローを捉えることができず、3着に敗れてしまう。初めての敗戦にショックを受けたスペシャルウィークは、日本ダービーに向けて特訓とダイエットに励み、さらに前年のスプリンターズステークスを制した短距離No.1ウマ娘のタイキシャトルとの模擬レースで坂道の走法を身につける。そして迎えた日本ダービー。皐月賞を制したセイウンスカイのみならず、4勝無敗で同世代では圧倒的なスピードを誇るNHKマイルカップ覇者エルコンドルパサーも参戦したこのレースで、スペシャルウィークはエルコンドルパサーとのラストスパートの競り合いの末、両者同着という形でダービー制覇を果たす。
夏が過ぎ、秋のシーズンが始まるころ、サイレンススズカはジャパンカップ終了後に海外遠征を考えていることを告げ、秋の天皇賞の前哨戦となる毎日王冠でエルコンドルパサーや同レースが怪我からの復帰戦となる前年ジュニア王者グラスワンダーを抑えて勝利する。一方、三冠最後の菊花賞でまたしてもセイウンスカイに敗れて2着に終わったスペシャルウィークは、サイレンススズカと一緒に走る最後のチャンスとなるジャパンカップを目指して調整に入る。しかし11月1日、秋の天皇賞に出走したサイレンススズカは圧倒的なスピードで後続を引き離してトップを快走中、大欅の付近で突然左足を故障。トレーナーの的確な指示とそれを聞いたスペシャルウィークの迅速な対応によって、命を落とすという最悪の事態は回避したが、それでも左足首を骨折し、長期離脱を余儀なくされてしまう。
事故以降、スペシャルウィークはサイレンススズカに付きっきりとなり、クラスメイトはおろか自分のレースでさえも目もくれなくなってしまう。グラスワンダーはそんなスペシャルウィークに対して密かに闘志を滾らせ、宝塚記念で後方からスペシャルウィークを差し切って勝利。「あなたは全力だったか」と問いかける。一方、周囲の支援もあって順調に回復するが、故障前のように思い切り走れないサイレンススズカに対してトレーナーは〈スピカ〉メンバーの夏合宿を企画する。その中でサイレンススズカは思い切り走ることへの恐怖心を克服し、走る楽しさを思い出す。その頃、フランスに渡ったエルコンドルパサーは凱旋門賞に挑戦するが、最後の直線でヨーロッパ最強ウマ娘と言われるブロワイエに差されて僅差の2着。レース後、スペシャルウィークは電話の向こうで悔しさですすり泣くエルコンドルパサーの声を聞いて、思いを新たにする。
サイレンススズカが前年故障した秋の天皇賞を制し、ジャパンカップに向けて調整に励むスペシャルウィークと、復帰レースとなるその前日のオープン特別レースに向けトレーニングを積むサイレンススズカ。そんな中、突如「ブロワイエ、ジャパンカップ参戦」の一報が届く。周囲が騒然とする中、迎えたジャパンカップ前日のオープン特別レース。「要注意ウマ娘」と目される若手の注目株サンバイザーの参戦や、1年を越えるブランクを懸念する声が上がる中、サイレンススズカはスタートこそ出遅れるものの、すべてのウマ娘を最後の直線で抜き去って1着となり、大勢の観客の期待に応えて見せる。そして翌日のジャパンカップ、「日本総大将」となったスペシャルウィークとブロワイエの一騎打ちとなったレースは、先行するスペシャルウィークを差さんとブロワイエが追走するが、スペシャルウィークは最後までブロワイエの先行を許さずにゴール。かつてふたりの母に約束した「日本一のウマ娘になる」という約束を果たすのだった。
OVA『BNWの誓い』
トゥインクル・シリーズ春の大感謝祭で実行委員を務めることになったチーム〈スピカ〉の面々。生徒会が感謝祭の目玉として企画している出し物は、ビワハヤヒデ・ナリタタイシン・ウイニングチケットの3人を中心にした駅伝だった。しかし肝心のBNWの3人は秋の天皇賞以来、怪我もあって心身両面で調子が上がらず、3人の仲もぎくしゃくした状態。生徒会からBNWの3人には企画のことも知らせていないと聞いて青ざめるスペシャルウィークたちだが、なんとかBNWの3人に参加してもらい、駅伝を成功させるために奔走する。
第2期「Season 2」
後に無敗の三冠ウマ娘となるシンボリルドルフの日本ダービーを観戦し、彼女に憧れを抱いたトウカイテイオーはトレセン学園に入学し、シンボリルドルフと同じく「無敗の三冠ウマ娘」を目標に掲げる。チーム＜スピカ＞に入ったトウカイテイオーは無敗のまま皐月賞、そしてダービーを制覇して目標に近づくが、ダービー直後に軽度の骨折が判明する。トウカイテイオーは懸命のリハビリを続けたがレースを走るだけの走力が戻らず、三冠を諦め菊花賞への出走を断念する。
目標を「無敗のウマ娘」に切り替えたトウカイテイオーは、目標を天皇賞（春）に設定する。しかしそのレースには、同じチーム＜スピカ＞所属であり、前年の天皇賞（春）覇者のメジロマックイーンも連覇を目指して出走を予定していた。それぞれ顔を合わせずトレーニングをこなしながら、トウカイテイオーは大阪杯を、メジロマックイーンは阪神大賞典を勝ち、2人とも順調にレース当日を迎える。レースは無敗のトウカイテイオーと連覇をかけるメジロマックイーンの「TM対決」として注目を集めた。レース当日、トウカイテイオーは先行するメジロマックイーンとの差を縮めることができず5着に終わり、メジロマックイーンが圧勝での天皇賞（春）連覇を果たす。レース後、トウカイテイオーとメジロマックイーンはともに骨折を受傷し、離脱することになる。
その頃、クラシック級では、ミホノブルボンがトウカイテイオー同様に無敗での二冠を達成し、三冠ウマ娘の期待がかけられていた。しかし菊花賞で、ミホノブルボンは自身をマークしていたライスシャワーに直線でかわされ2着に終わる。ミホノブルボンの無敗三冠を期待していた観客はライスシャワーに対してブーイングを送り、その光景に絶望したライスシャワーはレースを走ることさえも忌避するようになる。そんなライスシャワーに対し、ミホノブルボンはライスシャワーが自分にとってのヒーローであることを語り、その言葉を受けてライスシャワーは再び走り出すことを決意、翌年の天皇賞（春）にて復帰したメジロマックイーンを下して彼女の3連覇を阻む。
一方、復帰したトウカイテイオーは有馬記念に出走する。しかし、三冠や無敗といった目標が潰え、走る意味を見失ったトウカイテイオーは自己最低の11着に敗れ、さらにゲートで尻をぶつけたことによる筋損傷で故障する。裏方に回りチームのサポートをしていたトウカイテイオーに、マックイーンはテイオーとの中距離での再戦が自身の目標であることを語り、その言葉を受けたトウカイテイオーは再び走る意味を見出す。テイオーは宝塚記念に向けてトレーニングを再開するが、3度目の骨折を受傷し、医者から引退すべきであると宣告される。ついに心が折れたトウカイテイオーは走ることを諦め、引退を決める。チーム〈カノープス〉に所属するツインターボはトウカイテイオーの引退をよしとせず、自分がレースに勝って「諦めなければできることをテイオーに見せつけてやる」と決意する。そしてファン感謝祭当日、満員となった引退ライブでテイオーは観客にこれまでの感謝を伝えるが、肝心の引退を告げることができない。そんな中、チーム＜カノープス＞のメンバーによる工作によって、突如会場のスクリーンにツインターボが走るオールカマーの映像が映し出される。大逃げを打つツインターボは息絶え絶えになりながら激走、メジロマックイーンを破ったライスシャワーをはじめとした後続を突き放し、1着でゴール板を駆け抜ける。その姿と〈スピカ〉のメンバーからの慰留、さらに観客からのテイオーコールを受け、テイオーは再起に向けもう一度頑張ることを決意する。
メジロマックイーンは京都大賞典を勝利し、天皇賞（秋）に出走を決めてトレーニングに入るが、ウマ娘にとって不治の病といわれる繋靭帯炎を発症し、失踪する。彼女を捜索していたテイオーは、療養所近くのレーストラックで激痛を押して走り込みをするマックイーンを見つける。もう走れないことに絶望して泣き崩れるマックイーンに対し、テイオーは「奇跡は起こると証明してみせる」と励まし、1年ぶりのレースぶっつけで有馬記念に出走することを決意する。有馬記念当日、1番人気の菊花賞ウマ娘ビワハヤヒデ、菊花賞や天皇賞（春）を制したライスシャワー、昨年の覇者メジロパーマーなどの強豪が揃う中、トウカイテイオーは4番人気で出走する。早いペースで進むレースにトウカイテイオーは食らいつくことで精いっぱいだったが、それでも4コーナーでトウカイテイオーは先頭に立つビワハヤヒデに追いつき、差しにかかる。とうに体力は限界に達し、これまでの挫折と悔しさが走馬灯のように思い出される中、トウカイテイオーは最後の力を振り絞り、ビワハヤヒデを差し切り1着、1年ぶりのレースを制す。
メジロマックイーンは有馬記念後治療に励み、走れるまでに回復する。人気のないトレセン学園のレーストラックで、天皇賞（春）以後、今日まで再戦することが叶わなかったトウカイテイオーとメジロマックイーン2人のマッチレースのスタートが切られたところで物語は終了する。
第3期「Season 3」
主人公はキタサンブラック。キタサンブラックが皐月賞で走っているところから物語はスタートする。すると後方から第４コーナーを曲がったあと末脚を使ったドゥラメンテに抜かれ、皐月賞は幕を閉じてしまう。
続く日本ダービーでもキタサンブラックとサトノクラウンはドゥラメンテと直接対決をするも、キタサンブラックは最初は好調だったが、ドゥラメンテの末脚にまたもや圧倒され、14着と惨敗してしまう。
菊花賞前、町で走っていたキタサンブラックが見た街頭ニュースでは、ドゥラメンテの骨折が発表されていた。その時勝てると感じてしまったキタサンブラックは沈んでしまったところをナイスネイチャに助けられ走る決心をする。
そして迎えた菊花賞では、キタサンブラックは逃げて1着という良成績を修めた。
その時、メイクデビューが行われ、キタサンブラックの友人のサトノダイヤモンドが1着となった。
次走の有馬記念ではゴールドシップがドリームトロフィーリーグへ移籍を発表していたが、キタサンブラックは3着、ゴールドシップは8着という結果に終わった。
時がたち、大阪杯に出たが、1着になれなかったキタサンブラックはまたナイスネイチャに助けられていた。その時、ダイタクヘリオスらを追いかけているエアグルーヴに出くわした。
そして次の天皇賞（春）に出るキタサンブラックは集中トレーニングを申し出た。すると朝、起きると見知らぬところに連れていかれていた。そこには前に集中トレーニングを受けたミホノブルボンや食事係のライスシャワーがいた。そこで数日にわたる集中トレーニングを受けるが、その間にサトノダイヤモンドがでる皐月賞が行われていた。キタサンブラックは一人で応援にいくも、サトノダイヤモンドは不利となり、3着となった。それでも元気をもらえたキタサンブラックはトレーニングに戻り、天皇賞（春）を制した。
続く日本ダービーではサトノダイヤモンドは落鉄もあり結果は8cm差の2着となった。それでも挫けないサトノダイヤモンドは「ジンクス破りの特訓」に励み始めた。
その間に宝塚記念があった。久しぶりの出走となるドゥラメンテ、サトノクラウン、シュヴァルグランなどがいた。
キタサンブラックは好調で逃げるも、第4コーナーでドゥラメンテに追いつかれそうになった。しかしその時点ではドゥラメンテは追いつけず、ドゥラメンテはもう一度末脚を使った。その時にドゥラメンテは骨折してしまったが、あきらめずキタサンブラックと並んだ。だが、最後にサブキャラクターのリバーライトに抜かれ、クビ差でドゥラメンテは2着、キタサンブラックは3着に終わった。
そのあと、サトノダイヤモンドは菊花賞に出た。すると末脚を使い、サトノダイヤモンドは2馬身半差の圧勝となり、「サトノのジンクス」はついに破られた。
そしてついに二人の対戦がその年最後の有馬記念で叶った。キタサンブラックは好調に逃げるも、最後にサトノダイヤモンドに後方からさされて、負けてしまった。
そして年が明け、キタサンブラックの連覇がかかり、またもや今や「2強」と称された二人の対戦が天皇賞（春）で行われた。
キタサンブラックはいつものように好調で逃げ、サトノダイヤモンドは4番手あたりにいる。最後の直線でサトノダイヤモンドは末脚を使うも逃げる1着となるキタサンブラックをとらえきれず、2着に敗れた。タイムを見ると、キタサンブラックはレコードタイムを更新していた。
続く宝塚記念で前年の雪辱を果たそうと、挑む。しかしなかなか実力が出し切れず、最後に追い込んだサトノクラウンに抜かれ、9着と負けてしてしまった。
その後自分のピークが過ぎてしまったことを実感しつつ、秋の天皇賞へとトレーニングに励んでいる中、親友のサトノダイヤモンドが凱旋門賞へ遠征し、15着と惨敗してしまった結果を新聞で知らされる。
そして迎えた秋の天皇賞。台風が過ぎた直後のバ場で、ゲートの中で足を滑らせてしまい、ゲートから出遅れてしまった。しかし、そんな中、一番前まで追い上げ、サトノクラウンと一騎討ちを果たし、1着となった。
すると後日、キタサンブラックは生徒会からファン大感謝祭の実行委員長に指名され、活動した。チーム〈スピカ〉では執事喫茶を出店しており、チーム〈カペラ〉ではメイド喫茶を出店していた。チーム〈スピカ〉の執事喫茶には、シンボリルドルフや「Season1」で登場したブロワイエなどが来店していた。
その間にもライバルのシュヴァルグランは闘志を密に漲らせていた。そしてキタサンブラックと出走できたジャパンカップでは、最後の最後まで競り合い1着となり、G1初制覇を成し遂げた。
自分のピークが過ぎたことにすでに気が付いているキタサンブラックは、次の有馬記念で引退を表明した。お世話になっている商店街のファンの人々やほかのウマ娘などにも大きな衝撃を与えた。ラストランに伴い、チーム〈スピカ〉のメンバーにキタサンブラックは新しい勝負服を作ってほしいと懇願した。
そして迎えたラストラン;有馬記念。新しい勝負服を着て参戦するキタサンブラックを皆が応援する声がスタンドいっぱいから聞こえた。
キタサンブラックはいつものように好調で逃げ、最終直線で後続を一気に突き放し、1着で締めくくった。
ウィニングライブが終わり、年が明け、トレセン学園ではオープンスクールが行われているところで物語は幕を閉じた。

## 登場キャラクター
本項では、アニメに登場するキャラクターについて、アニメにおける立ち位置などを記述する。区分についてはアニメにおいて所属しているチームに準ずる。

### 主要登場キャラクター

#### 主な主要登場キャラクター
スペシャルウィーク
声 - 和氣あず未
第1期の主人公。北海道の田舎出身で、東府中駅の改札を出る際に自動改札機の使用方法を知らないほど都会に疎い。上京してトレセン学園に入学するまで他のウマ娘に一度も会ったことがなく、同年代の友達もいなかったため、初めて出会ったウマ娘のサイレンススズカに憧れ、特別視している。故郷で喋る際などに北海道弁が出る。
生みの母は彼女が生まれてしばらくしてすぐに死亡しており、その生みの母から「この子を立派なウマ娘に育てて欲しい」との遺言を受けた親友で人間のである育ての母（声 - 斉藤佑圭）からマンツーマンで厳しいトレーニングを受けて育った。将来の夢は、育ての母から言われた「日本一のウマ娘」。亡き生みの母と育ての母のどちらも「お母ちゃん」と呼んで慕っており、育ての母とは頻繁に手紙のやり取りをしている。
緊張しやすく、失敗すると茫然自失が過ぎるところもあるが基本は明るく前向きな性格。また、天然で世間知らずなため人の言葉に騙される事もしばしば。大食いで、自室にはダンボールに入った大量の人参があり、食堂での食事シーンではかなりの量の白米やおかずが盛られている。
サイレンススズカと同じチームに入るために受けたチーム〈リギル〉の入部テストを兼ねた模擬レースでエルコンドルパサーに負けた後、トレーナーの指示を受けたゴールドシップらによって拉致同然に〈スピカ〉に連れて来られるが、同時期にサイレンススズカが〈スピカ〉に移籍したことで図らずも憧れの人とチームメイトになり、寮でも同室になる。サイレンススズカのことを当初は憧れの存在として見ていたが、いつしかライバルとして彼女と競い合い、互いに高め合いたいと思うようになる。
『BNWの誓い』において、駅伝でBNWの「W」チームに所属し、第二走者を務めている。

サイレンススズカ
声 - 高野麻里佳
第1期のもう一人の主人公。スペシャルウィークの1年先輩。チーム〈リギル〉に所属していたが、徹頭徹尾管理するハナの指導方針とかみ合わず走ることにやりがいを見出せなくなり、走ることの楽しさを思い出すために〈スピカ〉に移籍する。レースを観ている人に夢を与えられるウマ娘になることを目標としている。
〈スピカ〉への移籍当初はもの静かで感情をあまり表に出さなかったが、寮で同室となったスペシャルウィークや他の〈スピカ〉のメンバーと関わりを持つ中で、次第に笑顔も見せるようになっていく。天皇賞（秋）のレース中に骨折してしまうが、スペシャルウィークとトレーナーの的確な対処によって一命を取り留め、1年を超えるリハビリの末にレースへの復帰を果たす。
『Season 2』ではアメリカへ遠征中だが、事あるごとにスペシャルウィークを通じて〈スピカ〉のメンバーをサポートしており、トウカイテイオーの復帰戦である有馬記念では帰国してレース場へと駆けつける。

トウカイテイオー
声 - Machico
〈スピカ〉のトレーナーから再三チーム入りを打診されても態度を保留していたが、ダンスの指導を依頼されたのを機に、最終的には楽しそうという理由で〈スピカ〉入りを決める。
『BNWの誓い』において、駅伝でBNWの「W」チームに所属し、第六走者を務めている。
『Season 2』では主人公を務める。小学生の頃からシンボリルドルフに憧れ、同じ無敗の三冠ウマ娘を目指すも骨折などの再三の故障やそれによる実力の欠如、成績の浮き沈みなどで目標が潰れ、徐々に熱意をなくしていき、ついには引退を決意して練習を放棄する。しかし、ツインターボが不屈の精神で1着を決めたオールカマーを目の当たりにして自信を取り戻し、レース復帰に向けてリハビリに励むようになる。自身と同様に故障に苦しみ自信を喪失していたマックイーンを励ますべくリハビリに尽力し、復帰レースの有馬記念で有力ウマ娘たちとの接戦を制し勝利を飾る。一人称は「ボク」。シンボリルドルフに憧れており、身近な関係になってからは親しげに会話しており、ルドルフのことを「かいちょー」とよぶ。はちみつドリンク（通称「はちみー」）を好んで飲んでおり、本人曰く「濃いめ多め固め」が好きとのこと。

ウオッカ
声 - 大橋彩香
一人称が「オレ」であり思春期の男子の様な言動が多いが、トレーナーにも丁寧語を使っており不良ではない。ダイワスカーレットをライバルと考えており表面上いがみ合うことも多いが仲は良い。
『BNWの誓い』において、駅伝でBNWの「W」チームに所属し、第三走者を務めている。

ダイワスカーレット
声 - 木村千咲
ゲーム版と比べて自分勝手な性格が強調されており、勝手にメニューを変更したり、日直の仕事を放ってトレーニングをしたりしている。
『BNWの誓い』では、駅伝への参加を断るナリタタイシンを説得するために奔走する（ダイワスカーレット本人は目のケガのため出走していない）。またウオッカと共にやらかしたトレーナーをしばくシーンもある。

ゴールドシップ
声 - 上田瞳
〈スピカ〉のチームメンバーでは最古参で、ダイワスカーレットとウオッカが入るまではチームメンバーは彼女ひとりだった。
自由気ままで、ウイニングライブでブレイクダンスをしたり、レース場にはしばしばルービックキューブを持ち込んだりしている。練習でも自己流を貫き、我が道を行くタイプ。移動に自身が「ゴルシちゃん号」と名付けたセグウェイを使用することもあり、トウカイテイオーが負傷した際には貸し出している。
メジロマックイーンにちょっかいを出す度に、自身がひどい目（主に目の部分）に遭うが、痛がるだけで身体は至って頑丈。また商売熱心で、人が集まりそうなイベントやファン大感謝祭では食べ物の立ち売りや屋台を出している。
『BNWの誓い』において、駅伝でBNWの「N」チームに所属し、第六走者を務める。その後BNWが揃って出走した大阪杯にも出走。出走前にエアシャカールと悶着を起こし、共にスタートを出遅れる。
『Season 2』でトウカイテイオーが復帰レースに向けてトレーニングを再開した際には一時的にチームのリーダーとなり、テイオーが再び負傷しすぐに降板となるものの、最終的にはチームリーダーとして落ち着く。
『Season 3』では有馬記念を最後にドリームトロフィーリーグへ移籍し、トゥインクルシリーズはラストランになることを記者会見で発表。ラストランは8着に終わるが、オルフェーヴルとジェンティルドンナにドリームトロフィーリーグで対決する戦線布告をし、まだまだ走り続ける事を表明する。今まで所持していたルービックキューブは揃えた面の数がGI勝利の数のメタファーであることが示唆されており、「自分は6面揃えたが、お前は何面揃えられるかな？」としてキューブをキタサンブラックに託した。
宝塚記念でとあるやらかしをしてしまった過去を持つ。

メジロマックイーン
声 - 大西沙織
トウカイテイオーとは同級生で、親友であると同時に最大のライバルでもある。ゴールドシップにやたらと絡まれており、〈スピカ〉への加入も「連れて来ないとパイルドライバーだ」とゴールドシップに脅されたトウカイテイオーによる連行がきっかけ。周囲からは特にゴールドシップとウマが合うと評されており、彼女に振り回されながら〈スピカ〉の色に染まりつつある。
『BNWの誓い』において、駅伝でBNWの「B」チームに所属し、第六走者を務めている。
『Season 2』のもう一人の主人公。テイオーとは自他共に認めるライバル関係にあり天皇賞（春）では試合前からお互いに強く対抗意識を持ち、これに勝利する。翌年の天皇賞（春）ではライスシャワーに敗れるも、自身の3連覇を期待した観客から落胆の声が上がる中、真っ先にライスシャワーに拍手を送り祝福した。しかしケガから復帰したテイオーとの再対決を目前に繋靭帯炎を発症。二度と走れなくなることに絶望して自暴自棄になるが、有馬記念で優勝して奇跡を起こすと誓ったテイオーに励まされたことで我に帰った。
その後の回想シーンでは練習場でトウカイテイオーと走れる状態まで回復している。

トレーナー
声 - 沖野晃司
〈スピカ〉のトレーナー。本名は不明。放任主義者を自称しており、基本的にはウマ娘の自主性を重んじる。その一方でウマ娘たちの刺激療法として計画を考えることもある。後頭部に髪を束ねた上で左側頭部のみを刈り上げた独特の髪型をして、顎に無精ひげがちらほらある男性。常に棒付きのキャンディを口に入れている。一度はトレーナーを辞めるが、夢を諦めきれずに復帰している。
スペシャルウィークの素質に早くから気付いて強引にチームに引き入れたり、〈リギル〉時代のサイレンススズカにレースでの大逃げをアドバイスしたりしている。
ウマ娘が気持ち良く走ることを第一に考え、レースでは特に作戦を立てず、実際に走るウマ娘の感性に任せる。練習も自分で練習メニューを組むことはあるが、通常はこれといったメニューを出さずにウマ娘の自主性に任せ、チームメンバーが互いに競い合って実力を高め合う指導法を取る。しかし物語の序盤ではレースでの勝利に気を取られてウイニングライブの歌やダンスの指導を怠ったため、当時チーム未所属のトウカイテイオーに指導を依頼する事態になっている。
第1期ではウマ娘の素質や調子を見るためにウマ娘のトモ（太腿）を触る癖があり、その度足蹴にされたり、ちょっとした反感を買ってはチームメンバー（主にゴールドシップ・メジロマックイーン・ウオッカ・ダイワスカーレット）に暴力を受けたりする。（プロレス技をかけられている。）『Season 2』ではトモを触る癖の描写はないが、不用意な発言（自慢話、負けたレースの出来事を掘り返すなど）をしてはやはり仕打ちを受ける。チーム〈リギル〉のトレーナー、東条ハナとはお互いライバルのような関係。トレーナーが東条を挑発してブチギレされているシーンもある。
アニメ版のトレーナーについて、Cygamesの石原とアニメのプロデューサーを務めるTOHO animationの伊藤隼之介は、「武豊（騎手）や白井寿昭（調教師）を参考にした部分はあるが彼らがモデルということではなく、彼らを含めて競馬に関わるいろいろな人の思いを代弁し、集約したのがトレーナーという存在である」と語っている。

#### 主要登場キャラクター (Season 2)
トウカイテイオー
メジロマックイーン
『Season 2』では共に主人公として登場。上記を参照。

#### 主要登場キャラクター (Season 3)
キタサンブラック
声 - 矢野妃菜喜
『Season 2』にて小学生の姿で登場。トレセン学園のオープンキャンパスに親友のサトノダイヤモンドと一緒に訪れる。トウカイテイオーに憧れており、彼女の出走するレースにはサトノダイヤモンドと一緒に度々訪れている。テイオーが故障した際には回復を祈るお守りを作って渡そうとした。最終話では成長した姿となりトレセン学園に入学し、続く『1st Anniversary Special Animation』にて〈スピカ〉に仮入部している。
『Season 3』では主人公を務める。トウカイテイオーのようなウマ娘を目指し、〈スピカ〉に入部する。山籠りも辞さない本格的な練習派。因縁の相手としてドゥラメンテを意識している節がある。
レース場で知り合ったみなみ（声 - 上西哲平）とますお（声 - 有隅融）とは一緒に観戦したり、待機列で一緒にお茶を飲むなどの交友がある。
学園と地域の合同イベントでは実行委員長を務める。
サトノダイヤモンド
声 - 立花日菜
『Season 2』にて小学生の姿で登場。トレセン学園のオープンキャンパスに親友のキタサンブラックと一緒に訪れる。メジロマックイーンに憧れており、キタサンブラックと共にテイオーやマックイーンの出場するレースの観戦に度々訪れている。最終話では成長した姿となりトレセン学園に入学し、続く『1st Anniversary Special Animation』にて〈スピカ〉に体験入部している。
『Season 3』のもう1人の主人公。サトノ家の悲願であるG1制覇を目指し〈カペラ〉へ入部する。キタサンブラックとは親友であり一緒に旅行したりする。
キタサンブラックと共に、レース場で知り合ったみなみとますおとは交友がある。

サトノクラウン
声 - 鈴代紗弓
『1st Anniversary Special Animation』にてサトノダイヤモンドとの知り合いとして学園で会話する。
『Season 3』では〈カペラ〉に入部している。サトノ家の初めてのG1勝利を目標とする。

シュヴァルグラン
声 - 夏吉ゆうこ
『1st Anniversary Special Animation』及び『Season 3』にてキタサンブラックとサトノダイヤモンドのクラスメートとして登場。姉にヴィルシーナ、妹にヴィブロスがいる次女。バッティングセンターに行ったり、フォークに関する本を読むなど、野球が趣味である。 故障の影響がありクラシックレースの出場は叶わなかった。 キタサンブラックや姉妹に明るい性格やG1レースの勝利など、自分と比べてしまいコンプレックスを抱いている。 だがキタサンブラックや同期に勝ちを譲りながらも闘志を絶やさなかった。
ある日、キタサンブラックの引退宣言により気持ちの整理がつかなくなってしまうがヴィルシーナの助言により、残す2つのレースでキタサンブラックに勝つことを決意。 やって来たジャパンカップでキタサンブラックに対し、心の内で愛憎混ざり合う想いを打ち明けた。 第四コーナーから追い上げキタサンブラックに食らいつき、最終直線にてさらに加速。キタサンブラックを驚異の末脚で差し切り、初のG1制覇を果たし、姉妹全員がG1レースの優勝を得た。 『僕はなる。君を超える偉大なウマ娘に』とキタサンブラックに宣言し、握手を交わした。後の有馬記念では最終直線にて迫るもキタサンブラックに勝ちを譲り、3着となるが微笑みを見せた。 後日、新入生を出迎えるためにキタサンブラックを迎えに行った。

サウンズオブアース
声 - MAKIKO
『Season 3』より登場。〈カノープス〉のメンバー。

ドゥラメンテ
声 - 秋奈
『Season 3』に登場するウマ娘で、キタサンブラックの同期。
強烈な末脚で、皐月賞と日本ダービーを制覇するが骨折のアクシデントに見舞われる。エアグルーヴとは幼少期から交流がある。

### ウマ娘

#### チーム〈スピカ〉
第1期で主人公格のスペシャルウィークとサイレンススズカ、『Season 2』で主人公格のトウカイテイオーとメジロマックイーン、『Season 3』で主人公格のキタサンブラックらが所属する、新進気鋭のチーム。ボス的存在のゴールドシップを筆頭に気質に難のある「問題児」が集まっているが、その潜在能力は計り知れない。過去にはトレーナーの放任主義に反発したウマ娘が次々にチームを離脱した結果、所属するウマ娘がゴールドシップだけとなり、チーム存続が危ぶまれる時期もあった。チーム〈リギル〉を超えることを目標にしている。勝負や勝利とは別に奇行などでも有名になるなど癖のあるチームとしても知れたが『Season 2』以降ではチームメンバーの数々の活躍により、他のチームから目標にされるまでになっている。スペシャルウィーク、サイレンススズカ、トウカイテイオー、ウオッカ、ダイワスカーレット、ゴールドシップ、メジロマックイーンについては上記の「主な主要登場キャラクター」を参照。キタサンブラックについては上記の「主要登場キャラクター (Season 3)」を参照。

#### チーム〈リギル〉
第1期において、トレセン学園最強と目されるチーム。メンバーを募る際には入部試験が行われ、入部希望者の中から最速のタイムを出した者のみが入部できる。三冠ウマ娘を2人も擁するなど、メンバーにはそうそうたるウマ娘が名を連ねる。『Season 2』においては個人で登場する者もいるが、チームという形では物語に関わらない。
シンボリルドルフ
声 - 田所あずさ
生徒会の会長であり、悠然とした振る舞いで圧倒的なカリスマの持ち主。日常会話ではあまり使われない四字熟語を多用する。
ミスターシービー、ナリタブライアンと共に、三冠ウマ娘の1人として扱われ、あくまで本人談だがデビュー戦は「鎧袖一触で勝った」という。格好いい一面もあり、イケメン喫茶で男装したときは女性たちから見とれられていた（ただし、これに関しては他の男装したウマ娘たちも同じように見とれられていた）。『Season 2』では、度々ケガに悩まされるトウカイテイオーのことを陰ながら見守る。

エアグルーヴ
声 - 青木瑠璃子
生徒会の副会長であり、ファン大感謝祭などの学園のイベントなどの時によく現れるが、オープニングソングの流れている間も現れる。『Season 3』ではドゥラメンテの「姉貴分」として登場する。

ナリタブライアン
声 - 相坂優歌（第1期、BNWの誓い）、衣川里佳（Season 2）
生徒会の副会長であり、三冠ウマ娘の1人。ビワハヤヒデと共に行動することが多い。
『BNWの誓い』では、駅伝で高熱を出してドクターストップがかかったビワハヤヒデに代わって、BNWの「B」チームのアンカーを務める。

グラスワンダー
声 - 前田玲奈
スペシャルウィークのクラスメイト。ジュニアチャンピオンの経歴を持つ。負けたことをバネに頑張る努力家。登場当初は脚を痛めていたが、秋季シーズンの毎日王冠より本格的に復帰。エルコンドルパサーの渡仏以降、レースにおいてスペシャルウィークの強力なライバルとなる。宝塚記念でスペシャルウィークと対決した際リハビリ中のサイレンススズカの事ばかり考えレースに集中していないスペシャルウィークを全力で打ち負かす。
『Season 2』でも引き続き登場、スペシャルウィークと一緒に食事する場面が度々見られる。天皇賞（春）の試合を観戦した際は、ライスシャワーの走りを見てシンパシーを感じている。また、いつもは笑顔だが怒ると怖いとのことでセイウンスカイ曰く、「グラスちゃんを怒らせてはいけない」。

エルコンドルパサー
声 - 髙橋ミナミ
スペシャルウィークのクラスメイト。スペシャルウィークも参加したチーム〈リギル〉の入部テストで1着になり、〈リギル〉入りを果たす。スペシャルウィークとタイキシャトルの模擬レースを観戦して以降、彼女をライバルとして見るようになる。凱旋門賞に出走するがブロワイエに敗北する。能天気で天才肌だが、凱旋門賞の敗北後に独自にブロワイエの対策をまとめるなど、勝利のための努力を惜しまない。しばしばグラスワンダーにしばかれている。

タイキシャトル
声 - 大坪由佳
プール調教と短距離が得意であり、短距離では日本一の成績を誇る。スペシャルウィークと模擬レースで対決し、スペシャルウィークが坂路での走り方をつかむきっかけを作る。

ヒシアマゾン
声 - 巽悠衣子
「タイマン」が口癖の熱血タイプ姉御肌。スペシャルウィークとタイキシャトルの模擬レースでゴールの判定員を行うが、タイキシャトルが勝つと決めつけ真面目に行わずエアグルーヴに叱られる。以降〈スピカ〉の練習シーンにてゴールの立て看板として使用され頻繁に登場する。

フジキセキ
声 - 松井恵理子
ファン大感謝祭にてシンボリルドルフ、エアグルーヴ、テイエムオペラオーと共に執事喫茶を出店する。『BNWの誓い』では、行方不明のナリタタイシンの捜索の為に翻弄する。

マルゼンスキー
声 - Lynn
学園内の主要キャラ達の先輩として後輩を見守り、シンボリルドルフと一緒にいることが多い。『BNWの誓い』では、行方不明のナリタタイシンの捜索の為に翻弄する。

テイエムオペラオー
声 - 徳井青空
『BNWの誓い』において、駅伝でBNWの「N」チームに所属し、第四走者を務める。

デアリングタクト
声 - 羊宮妃那
『Season 3』においてチームのメンバーとともに画面に映る。

#### チーム〈カノープス〉
『Season 2』から本格的に登場するチーム。名前だけは第1期の食堂のポスターで登場している。突出した能力を持つメンバーはいないが、目標を「打倒スピカ」としている。サウンズオブアースについては上記の「主要登場キャラクター (Season 3)」を参照。
ナイスネイチャ
声 - 前田佳織里
第1期から登場。サイレンススズカの友人でトレセン学園のファン大感謝祭で彼女に話しかけている。菊花賞出走を目指し、スズカが怪我をした天皇賞（秋）にも出走している。また、『Season 2』やゲームとは口調に差異が目立つ。
『Season 2』ではクラシックデビューしたトウカイテイオーの同期となっており、第1期での出来事は踏襲されていない。トウカイテイオーに対するライバル心から努力や勝利への執念が強くなっており、軽々しく勝利宣言をするツインターボをたしなめると共に、トウカイテイオーが落ち込んだ時には助力を惜しまない姿が見られる。1着が取れないため何度も落ち込みつつも、トウカイテイオーの姿に再度頑張ろうとしている。有馬記念では何年も連続で掲示板入りする実力者であり、トウカイテイオーの復帰レースとなった有馬記念でも、トウカイテイオーとビワハヤヒデに次いで3着に入線している。
『Season 3』では度々キタサンブラックの相談に乗っており、キタサンブラックからは「先生」と呼ばれている。

ツインターボ
声 - 花井美春
『Season 2』より登場。トウカイテイオーが日本ダービーに挑戦するちょっと前にカノープスに加入した新人で、トウカイテイオーを実力を認めながらも一方的にライバル視しているが、毎回名前を間違われている。また、メジロマックイーンやライスシャワーに対しても一方的にライバル宣言をしている。
トウカイテイオーが引退を決めた際には涙を流しながら猛反対し、オールカマーにて他のウマ娘を振り切って全力で1着を決めた様子を通じて、ファン大感謝祭で引退セレモニーを控えていたトウカイテイオーに身体を張って不屈の精神を思い起こさせる。それ以降はトウカイテイオーから感謝の思いを込めて「ツインターボ師匠」と呼ばれるようになる。

マチカネタンホイザ
声 - 遠野ひかる
『Season 2』より登場。イクノディクタスの後に加入したため、ツインターボからは「大型新人」と評されている。スタミナ十分で長距離を得意とし、目黒記念でライスシャワーに先着するなどの実力を発揮している。

イクノディクタス
声 - 田澤茉純
『Season 2』より登場。カノープスを学園一のチームにすることを目標としている。天皇賞(春)の試合後には、ライスシャワーに惜敗したマックイーンを労う。

ロイスアンドロイス
声 - 田辺留依
『Season 3』より登場。

#### チーム〈カペラ〉
『Season 3』から登場するチーム。サトノ家のチームであり、悲願のG1制覇を目標とする。サトノダイヤモンド、サトノクラウンについては上記の「主要登場キャラクター (Season 3)」を参照。

#### BNW
「ウマ箱」第4コーナーに収録の新作アニメ『BNWの誓い』で主人公格のウマ娘。『Season 2』にも登場する。同級生で仲が良い3人組で、それぞれの頭文字から「BNW」と呼ばれる。
ビワハヤヒデ
声 - 近藤唯
BNWの「B」。『BNWの誓い』では、駅伝ではBNWの中でもっとも最初に参加表明をする。引退まで考えていたナリタタイシンを勇気づけようと雨が降る神社で四つ葉のクローバーを探して見つけるも、出走直前に熱発によりドクターストップがかかってしまい、妹ナリタブライアンに自分やファンの思いとアンカーの役目を託す。
『Season 2』ではBNWでは特に高い実力を持っていると言われており、菊花賞では前回ライスシャワーが出したコースレコードを更新し優勝。有馬記念でも最終的にトウカイテイオーに僅差で敗れるものの、他のウマ娘を寄せ付けない圧倒的な走りを見せる。
頭の大きさについて指摘される事に過敏に反応してしまう場面が多くみられ、スピカのトレーナーが「頭一つ抜けている」と客席で褒めた際も、そばにいたウィニングチケットに「今誰かが頭が大きいと言った」と話していた。

ナリタタイシン
声 - 渡部恵子
BNWの「N」。『BNWの誓い』では、再三の怪我と成績不振から自分の実力に自信が持てなくなり、引退まで考えるようになる。三人を励ますためにシンボリルドルフが企画した駅伝については、ダイワスカーレットの説得にも耳を傾けず、チーム練習にも最後まで顔を出さないが、自分の経験を踏まえたナリタブライアンの説得や、自分と一緒に勝負することを望むビワハヤヒデとウイニングチケットの真摯な言葉に動かされて考えを改め、駅伝参加を決意。最終地区でのアンカーとして、他チームのアンカーであるウイニングチケットとナリタブライアンを制してゴールインし、自信を取り戻す。

ウイニングチケット
声 - 渡部優衣
BNWの「W」。『BNWの誓い』では、駅伝の開催に最初は困惑したものの後に承諾。駅伝当日に姿を消したナリタタイシンへ、インタビュー越しに励ましの言葉をかけて彼女が戻るきっかけを作る。

#### その他のウマ娘
セイウンスカイ
声 - 鬼頭明里
スペシャルウィークやキングヘイローとはクラスメイトで、親友にしてライバル同士の関係。周りからは頑張っているとは思われていないが一度打ち込めば人一倍努力をする性分でもある。弥生賞以降、クラシック三冠レースで何度も対決する。ゲート入りを嫌がることがある。
『BNWの誓い』において、駅伝でBNWの「N」チームに所属し、第二走者を務める。

キングヘイロー
声 - 佐伯伊織
スペシャルウィークやセイウンスカイのライバルとして、弥生賞以降、三冠ウマ娘を賭けたレースで何度も対戦する。
アニメ版の制作にあたってアニメ版プロデューサーの伊藤隼之介の意向で新しく加えられたキャラクター。

ハルウララ
声 - 首藤志奈
スペシャルウィークとは別のクラスだが非常に仲が良い。自己紹介で失敗して落ち込むスペシャルウィークに真っ先に声をかけたり、スペシャルウィークが〈リギル〉の入部テストで言った「日本一のウマ娘になる」という夢を聞いて笑わなかったりと優しく朗らかな性格。
高知でデビューし、成績は散々だが頑張る姿が人気。度々高知へ出かけており、トレセン学園に帰ってくるたびにお土産を持って帰ってくる。高知で活動するようになってからは、時々土佐弁を交えて喋るようになる。
『BNWの誓い』において、ファン大感謝祭にて高知物産展を出店した。

メジロライアン
声 - 土師亜文
メジロマックイーンがメジロ家に帰省した時やトレセン学園地域合同イベントに登場。

メジロドーベル
声 - 久保田ひかり
メジロマックイーンがメジロ家に帰省した時やトレセン学園地域合同イベントに登場。

ミホノブルボン
声 - 長谷川育美
『BNWの誓い』において、駅伝でBNWの「N」チームに所属し、第一走者を務める。
『Season 2』では黒沼トレーナーの元で無敗の三冠を目指してトレーニングを行なっている。菊花賞でライスシャワーに敗れ、さらにジャパンカップに向けてのトレーニング中に怪我をしてしまうが、復帰にむけて努力している。三冠の夢は叶えられなかったものの新たに走る理由を見つけており、自分に土を付けたライスシャワーをライバルとして認めている。
『Season 3』ではハードトレーニングをしたいというキタサンブラックの要望をトレーナー経由で黒沼トレーナーとともに受け、一ヶ月の強化合宿にてハードトレーニングのスペシャルコーチを受け持つ。

ライスシャワー
声 - 石見舞菜香
『BNWの誓い』において、駅伝でBNWの「B」チームに所属し、第一走者を務めている。
『Season 2』では皐月賞での走りを見て以降ミホノブルボンを目標として努力を重ね、菊花賞前にはミホノブルボンに意識されるまでに成長。本番で彼女の「無敗の三冠ウマ娘」という目標を阻止する勝利を飾る。その後は天皇賞（春）に向けてトレーニングを続けていたが、メジロマックイーンの3連覇を期待するファンの声や菊花賞制覇後のウイニングライブで自分を応援している観客が誰一人いなかったことがトラウマとなって出走辞退を示唆する。しかし周囲のウマ娘の自身への評価やミホノブルボン本人からの励ましを受けて天皇賞（春）に出場する事を決意しトレーニングを再開。自らとメジロマックイーンとの間にある圧倒的な走力と経験値の差を精神力で補うために壮絶なトレーニングを自らに課し、レース直前の地下バ道でメジロマックイーンが戦慄するほどのオーラを身に纏う状態に仕上げる。レース本番ではメジロマックイーンに2バ身半差を付けてレコードタイムで優勝、レース後にまたファンの夢を壊してしまったと涙を流すが、メジロマックイーンや共にレースを進めた仲間たちの祝福とミホノブルボンの励ましを受けてこれからも走り続けることを誓う。
『Season 3』ではキタサンブラックへのハードトレーニングにて食事係を受け持つ。

マチカネフクキタル
声 - 新田ひより
トレセン学園で占いの館「表はあっても占い」を経営する。正月の時は巫女のアルバイトをしていた。水晶占いで学園のウマ娘達にさまざまな助言をしている。
『BNWの誓い』において、駅伝でBNWの「B」チームに所属し、第二走者を務めている。

メイショウドトウ
声 - 和多田美咲
主に占いの館や正月の巫女のアルバイトでマチカネフクキタルの助手をしている。Season3ではタイキシャトルと一緒にいる場面や、ヤギや猫と一緒に居る場面も描かれている。

メジロパーマー
声 - のぐちゆり
マチカネフクキタルの占いで脚質を大逃げに転換してから才能が開花し、有馬記念を逃げ切って制した。しかしメジロマックイーンの影に隠れているためか、メジロ本家に注目されておらず、さらに宝塚記念勝利後にトレーナーが来ていなかったなど不憫な出来事が多い。長距離で大逃げしてもスタミナが途切れないタフネスさを見せており、トウカイテイオーからは苦手意識を持たれている。ダイタクヘリオスの親友（自称「ズッ友」）で、彼女の影響でパリピ語を学んでいる。

ダイタクヘリオス
声 - 山根綺
メジロパーマーがマチカネフクキタルの占いを受けたあとにたまたま出会い、意気投合して親友となる。レースではメジロパーマーと共に「爆逃げ」をしては、スタミナの差で一方的に息切れしがち。パリピ語を多用し、メジロパーマーと初めて会話した時は会話が通じず先にパリピ語を教えるところから始まった。

オグリキャップ
声 - 高柳知葉
ファン大感謝祭にてドーナツの大食い競争の参加やわんこそばショーを行う。その他、食事のシーンになると映り込む事が多い。
スピンオフ作品である『ウマ娘 シンデレラグレイ』では主人公を務める。

タマモクロス
声 - 大空直美
ファン大感謝祭にてスーパークリークとオグリキャップと共にドーナツの大食い競争に参加。オグリキャップとほぼ同時のタイミングで完食するも、スーパークリークが起こしたアクシデントもあって審議の結果、優勝の座をオグリキャップに奪われてしまうが、オグリキャップからは優勝賞品のドーナツ型ぬいぐるみを譲り受ける。
オグリキャップ、スーパークリーク、イナリワンと共にいることが多い。

スーパークリーク
声 - 優木かな
ファン大感謝祭にてタマモクロスとオグリキャップと共にドーナツの大食い競争に参加。気づかずに自分の分のドーナツをオグリキャップの皿に移動させてしまう。
『BNWの誓い』において、駅伝でBNWの「B」チームに所属し、第五走者を務めている。

イナリワン
声 - 井上遥乃
ファン大感謝祭にてオグリキャップたちが参加した大食い競争やわんこそばショーの司会を担当する。

マヤノトップガン
声 - 星谷美緒
トウカイテイオーのルームメイトであり、トウカイテイオーの自室のシーンにて映り込むが、基本的に寝ている姿のみの登場。
『BNWの誓い』において、駅伝でBNWの「B」チームに所属し、第三走者を務めている。

マンハッタンカフェ
声 - 小倉唯
『BNWの誓い』では、ファン大感謝祭で喫茶店を出店した。駅伝ではBNWの「B」チームに所属し、第四走者を務めている。

アグネスタキオン
声 - 上坂すみれ
『BNWの誓い』において、駅伝でBNWの「N」チームに所属し、第三走者を務める。

エアシャカール
声 - 津田美波
『BNWの誓い』において、駅伝でBNWの「N」チームに所属し、第五走者を務める。
その後BNWが揃って出走した大阪杯にも出走。出走前にゴールドシップと悶着を起こし、共にスタートを出遅れる。

アイネスフウジン
声 - 嶺内ともみ
『BNWの誓い』において、駅伝でBNWの「W」チームに所属し、第一走者を務めている。

エイシンフラッシュ
声 - 藤野彩水
『BNWの誓い』では、ファン大感謝祭で料理教室を出店した。駅伝ではBNWの「W」チームに所属し、第四走者を務めている。

アドマイヤベガ
声 - 咲々木瞳
『BNWの誓い』において、駅伝でBNWの「W」チームに所属し、第五走者を務めている。

サクラバクシンオー
声 - 三澤紗千香
『BNWの誓い』において、駅伝の司会進行を担当する。『Season 2』では自身のライバル候補と見込んだミホノブルボンを、『Season 3』では運命的な物を感じたキタサンブラックを短距離路線へと誘うが、いずれも拒否されてしまう。
『1st Anniversary Special Animation』にてキタサンブラックに世にバクシンを広めることを薦める。

スマートファルコン
声 - 大和田仁美
『BNWの誓い』において、駅伝の第七走者であるBNWの3人へのインタビュアーを務める。

ユキノビジン
声 - 山本希望
『BNWの誓い』において、ファン大感謝祭にて岩手物産展を出店し、オグリキャップのわんこそばショーにわんこそばを提供した。

ビコーペガサス
声 - 田中あいみ
『BNWの誓い』において、ヒシアケボノと共にヒーローショーを開催した。

ヒシアケボノ
声 - 松嵜麗
『BNWの誓い』において、ビコーペガサスと共にヒーローショーを開催した。

ファインモーション
声 - 橋本ちなみ
『BNWの誓い』において、ファン大感謝祭にてラーメンの屋台を出店した。

ゴールドシチー
声 - 香坂さき
『BNWの誓い』において、ファン大感謝祭にて美容室を出店した。

アストンマーチャン
『1st Anniversary Special Animation』にて画角に現れるが、誰とも会話などをすることは無い。
『Season 3』でも引き続き画角に現れる。

トーセンジョーダン
声 - 鈴木絵理
『Season 3』に登場。ゴールドシップの回想にてゴールドシップに蹴りを入れられそうになっている。

コパノリッキー
声 - 稲垣好
『Season 3』において、サトノダイヤモンドに不幸を呼ぶ方法を問われ風水の結果を連携する。
トレセン学園地域合同イベントではマチカネフクキタルの占いの館の隣で「コパノリッキーのリッキーラッキー風水」として風水の館を出店する。

ヴィルシーナ
声 - 奥野香耶
『Season 3』にシュヴァルグランの姉として登場する。

ヴィブロス
声 - 伊藤彩沙
『Season 3』にシュヴァルグランの妹として登場する。

#### アニメオリジナルのウマ娘
モデルとなる競走馬がないウマ娘。この他にもレース中に多数のオリジナルウマ娘が登場しているが、ここではシナリオに大きく関わるキャラクターのみを記載する。
ブロワイエ
声 - 池澤春菜
第1期に登場。欧州最強と言われる金髪のウマ娘で、金モールのついた青い近衛兵風の勝負服に、白いミニスカートとブーツでマントを着用している。凱旋門賞でエルコンドルパサーを下した後、ジャパンカップ参戦のためにフランスから来日する。指立てで逆立ちが出来る身体能力を持つ。
ジャパンカップでスペシャルウィークに敗れたことで彼女に一目を置くようになり、『BNWの誓い』ではシンボリルドルフに招かれて再来日し、駅伝を観戦している。
後にゲームのメインシナリオでは、ブロワイエとほぼ同様のポジションでモンジューがウマ娘として登場。声は櫻庭有紗が担当している。

サンバイザー
声 - 釘宮理恵
第1期に登場。サイレンススズカの復帰レースとなったオープン特別戦に出走した伸び盛りのウマ娘で、ハナが「要注意」として最も警戒している。
学園もレース場もサイレンススズカの復帰歓迎ムード一色の状況に反発し、サイレンススズカに対してレースでの自分の勝利を宣言する。
『BNWの誓い』では、駅伝最終走者のナリタタイシンの影武者を彼女が来るまで務める。

クイーンベレー
声 - 赤﨑千夏
第1期に登場。左目に眼帯を付けた芦毛のウマ娘。スペシャルウィークのデビュー戦に出場。ゲート内ではスペシャルウィークを威嚇して怯ませ、スタート後は接触や後ろ脚で砂を蹴り上げるなどの妨害をするが、ゴール直前で差されて2位に終わる。
『BNWの誓い』では、文化祭でスーパークリークに耳かきされたり、ゴールドシチーに散髪してもらうなど、終始リラックスした様子を見せている。

### その他の登場人物

#### トレセン学園の関係者
トレーナーについては上記の「主な主要登場キャラクター」を参照。
東条 ハナ（とうじょう ハナ）
声 - 豊口めぐみ
チーム〈リギル〉のトレーナー。クールで合理主義者の眼鏡をかけた女性。
ウマ娘を徹底的に管理し、レースでは自分のレースプラン通りに走ることを要求する。その指導方針は非常に厳格なためウマ娘からの反発を受けることもあるが、怪我を未然に防止する「安全対策」の意図もある。
ウマ娘に対してはいつも厳しく接しているが、教え子が敗れた時は慰めることもある。また、〈リギル〉から他チームに移籍したサイレンススズカの動向を注視する一面もある。
〈スピカ〉のトレーナーとは古くからの付き合いがあり、彼からは「おハナさん」と呼ばれており、時には特訓への協力や情報提供など便宜を図ることもある。

南坂（みなみさか）
声 - 古川慎
チーム〈カノープス〉のトレーナー。スーツ姿の青年。おとなしい優男で、ウマ娘にも笑顔を絶やさず常に丁寧に接している。ツインターボの願いを叶えるために、トウカイテイオーの引退ライブをジャックするなど、大胆な行動に出ることもある。

黒沼（くろぬま）
声 - 黒田崇矢
ミホノブルボンのチームのトレーナー。筋骨隆々の上半身に白ジャージ、金ネックレスと黒サングラスをつけた厳つい風貌の人物。指導内容は的確でスパルタ肌だが、ミホノブルボンが骨折した際は、自らの指導を心の中で詫びている。

駿川 たづな（はやかわ たづな）
声 - 藤井ゆきよ
トレセン学園の職員。毎朝校門で、登校する生徒が遅刻しないかチェックしている。スペシャルウィークが転校した際は、クラスまで案内した。

#### その他関係者
赤坂 美聡（あかさか みさと）
声 - 明坂聡美
トゥインクル・シリーズの実況を担当している。アニメ第1期第8話冒頭のWDTの特別番組内でフルネームが表示された。
ゲームでは女性実況者として声のみ登場する。

細江 純子（ほそえ じゅんこ）
声 - 細江純子（本人）
実在する競馬評論家・競馬解説者（元JRA騎手）。第1期第8話冒頭のWDTの特別番組内でフルネームが表示された。
本作ではトゥインクル・シリーズの解説を担当している。普段は冷静だが、『BNWの誓い』での大阪杯でエアシャカールとゴールドシップがトラブルを起こしてスタートに出遅れた時は、思わず悲鳴を挙げていた。
ゲームでは育成モードの一つ「Make a new track!! 〜クライマックス開幕〜」で解説役として声のみ登場する。

武 豊（たけ ゆたか）
声 - 武豊（本人）
実在するJRA騎手。第1期第5話では本人役として、日本ダービーの解説を担当している。
演じる武豊は、本作品にはプロモーターとしても参加している。

解説
声 - 山本昌（エンドクレジットでは本名の「山本昌広」名義）
『Season 3』においてトゥインクル・シリーズの解説を担当している男性。
演じる山本昌は実在する元プロ野球投手・野球解説者・スポーツコメンテーターで、競馬にも造詣の深いことでも知られる人物。Webアニメ『ROAD TO THE TOP』に続く解説者としての出演となる。

（メジロ家の）おばあさま
声 - 榊原良子
メジロ邸に住まい、メジロ家のウマ娘を取り仕切る大当主。第1期で存在が示唆され、『Season 2』で登場する。
帽子をかぶった老齢の女性であるが、登場したシーンではいずれも顔ははっきり映っていない。メジロ邸の執務室で職務をしており、執事（声 - 梅津秀行）や主治医（声 - 古川慎）など大勢のスタッフを擁している。天皇賞の盾を取ることをメジロ家の悲願としておりメジロマックイーンに期待している。

## 用語
ここでは、アニメ独自の用語について説明する。
ドリームトロフィー
トゥインクル・シリーズの上位に位置し、トゥインクル・シリーズで好成績を収めたウマ娘だけが出走できるレースで、夏季（サマードリームトロフィー：SDT）と冬季（ウィンタードリームトロフィー：WDT）の年2回開催。このうちWDTは正月に東京レース場の芝コース、距離2400メートルで開催される。勝負服は、全員白ベースの同じ服を差し色違いで着用する。
骨折
ウマ娘の怪我の一つ。競走時に発生することを故障発生と呼び、ウマ娘は適切な対応を取らなければならない。競走中は時速60km以上で走るため、故障発生時にはそのままのスピードで頭から転倒し、死亡する危険性がある。ウマ娘の骨格は人間と同様の構造のため、骨折を治すことは可能だが、故障前の走りを取り戻せるかは骨折の深刻さで異なる。仮に故障が完治したとしても、精神的な問題から故障前の走りを取り戻せない可能性もある。
繋靭帯炎（けいじんたいえん）
『Season 2』でメジロマックイーンが発症したウマ娘特有の病。足首の靭帯が炎症を起こし、酷使すると足首に激痛が走る。対症療法はあるが根本的な治療法はなく、罹ったウマ娘は引退を余儀なくされる。

## スタッフ
| 原作                                                                          | Cygames                                        | Cygames                                                 | Cygames                                                 |            |            |            |
| 企画                                                                          | 渡邉耕一、太田圭二                             | 渡邉耕一、太田圭二                                      | 渡邉耕一、太田圭二                                      |            |            |            |
| 企画                                                                          | 櫻井優香、岡田美穂                             | 櫻井優香、岡田美穂                                      | 黒田学、竹内伸幸                                        |            |            |            |
| 監督                                                                          | 及川啓                                         | 及川啓                                                  | 及川啓                                                  |            |            |            |
| 副監督（第1期） 助監督（第2期）                                               | 太田知章                                       | 成田巧                                                  | N/A                                                     |            |            |            |
| シリーズ構成                                                                  | 石原章弘、杉浦理史                             | Cygames                                                 | 永井真吾、小針哲也                                      |            |            |            |
| シナリオディレクター                                                          | N/A                                            | N/A                                                     | 小針哲也                                                |            |            |            |
| キャラクターデザイン                                                          | 椛島洋介、辻智子                               | 椛島洋介、辻智子                                        | 椛島洋介、辻智子                                        |            |            |            |
| キャラクターデザイン 監修                                                     | N/A                                            | N/A                                                     | 清永みなみ                                              |            |            |            |
| プロップデザイン                                                              | 宮岡真弓                                       | 宗園祐輔                                                | N/A                                                     |            |            |            |
| メインアニメーター                                                            | 宮下雄次                                       | 式地幸喜、小畑賢、中島順                                | 式地幸喜、小畑賢、中島順                                |            |            |            |
| メインアニメーター                                                            | 宮下雄次                                       | 宗園祐輔                                                | N/A                                                     |            |            |            |
| 美術監督                                                                      | 伊藤弘                                         | 岡本穂高                                                | 作山拓見                                                |            |            |            |
| 背景                                                                          | 草薙                                           | 草薙                                                    | 草薙                                                    |            |            |            |
| 美術設定                                                                      | 須江信人、綱頭瑛子 岩澤美翠                    | 伊良波理沙                                              | 伊良波理沙                                              | 伊良波理沙 | 伊良波理沙 | 伊良波理沙 |
| 色彩設計                                                                      | 中野尚美                                       | 中野尚美                                                | 中野尚美                                                |            |            |            |
| 撮影監督                                                                      | 並木智                                         | 並木智                                                  | 並木智                                                  |            |            |            |
| 3D監督 （第1期・第2期） CGディレクター （第3期）                              | 市川元成                                       | 吉良柾成                                                | 青木もとたか                                            |            |            |            |
| 編集                                                                          | 高橋歩                                         | 高橋歩                                                  | 高橋歩                                                  |            |            |            |
| 音楽制作                                                                      | ランティス                                     | ランティス                                              | ランティス                                              |            |            |            |
| 音響監督                                                                      | 森田祐一                                       | 森田祐一                                                | 森田祐一                                                |            |            |            |
| 音響制作                                                                      | HALF H・P STUDIO                               | HALF H・P STUDIO                                        | スタージャムコーポレーション                            |            |            |            |
| 音楽プロデューサー                                                            | 内田哲也                                       | 内田哲也                                                | 内田哲也                                                |            |            |            |
| 音楽プロデューサー                                                            | 保坂拓也                                       | 関根陽一                                                | 重松暖                                                  |            |            |            |
| 音楽                                                                          | UTAMARO movement                               | UTAMARO movement                                        | UTAMARO movement                                        |            |            |            |
| 音楽プロデュース                                                              | 岩代太郎                                       | 岩代太郎                                                | 岩代太郎                                                |            |            |            |
| プロデューサー                                                                | 秋田穣                                         | 秋田穣                                                  | 秋田穣                                                  | 秋田穣     |            |            |
| プロデューサー                                                                | 伊藤隼之介、辻充仁 関根陽一、尾上太基          | 小野田壮吉、庄司夕紀                                    | 堀田章一、関根陽一                                      |            |            |            |
| プロデューサー                                                                | 伊藤隼之介、辻充仁 関根陽一、尾上太基          | 松村尚                                                  |                                                         |            |            |            |
| エグゼクティブ プロデューサー                                                 | 竹中信広、古澤佳寛                             | N/A                                                     | N/A                                                     |            |            |            |
| アニメーション 制作統括                                                       | N/A                                            | 金子文雄                                                | 古谷大輔                                                |            |            |            |
| ラインプロデューサー （第1期） アニメーション プロデューサー （第2期・第3期） | 橋本真英                                       | 増尾将史                                                | 増尾将史                                                |            |            |            |
| ラインプロデューサー （第1期） アニメーション プロデューサー （第2期・第3期） | 橋本真英                                       | N/A                                                     | 西村謙人                                                |            |            |            |
| コンテンツ ディレクター                                                       | N/A                                            | N/A                                                     | 秋津琢磨                                                |            |            |            |
| アニメーション制作                                                            | P.A.WORKS                                      | スタジオKAI                                             | スタジオKAI                                             |            |            |            |
| 製作                                                                          | アニメ「ウマ娘 プリティー ダービー」製作委員会 | アニメ「ウマ娘 プリティー ダービー Season 2」製作委員会 | アニメ「ウマ娘 プリティー ダービー Season 3」製作委員会 |            |            |            |

| 原作                          | Cygames                      |
| 監督                          | 及川啓                       |
| シナリオディレクター          | 小針哲也                     |
| キャラクターデザイン          | 椛島洋介、辻智子             |
| キャラクターデザイン 監修     | 清永みなみ                   |
| 総作画監督                    | 辻智子                       |
| 美術監督                      | 薜平                         |
| 背景                          | 草薙                         |
| 美術設定                      | 伊良波理沙                   |
| CGプロデューサー              | 吉良柾成                     |
| 編集                          | 高橋歩                       |
| 音楽制作                      | ランティス                   |
| 音響監督                      | 森田祐一                     |
| 音響制作                      | スタージャムコーポレーション |
| 音楽プロデューサー            | 内田哲也                     |
| 音楽                          | イマジン、Cygames            |
| 企画                          | 渡邉耕一                     |
| コンテンツ ディレクター       | 秋津琢磨                     |
| プロデューサー                | 秋田穣                       |
| アニメーション プロデューサー | 増尾将史                     |
| アニメーション制作            | スタジオKAI                  |

## 主題歌

### オープニングテーマ
「Make debut!」
第1期オープニングテーマ。作詞・作曲は新田目駿、編曲は新田目駿、廣澤優也、歌はスペシャルウィーク（和氣あず未）、サイレンススズカ（高野麻里佳）、トウカイテイオー（Machico）、ウオッカ（大橋彩香）、ダイワスカーレット（木村千咲）、ゴールドシップ（上田瞳）、メジロマックイーン（大西沙織）。
第13R挿入歌としても使用された。
「ユメヲカケル！」
第2期オープニングテーマ。作詞はマイクスギヤマ、作曲・編曲は東大路憲太、歌はスペシャルウィーク、サイレンススズカ、トウカイテイオー、ウオッカ、ダイワスカーレット、ゴールドシップ、メジロマックイーン。
第2期第13話では挿入歌としても使用された。歌はトウカイテイオー、ビワハヤヒデ（近藤唯）、ナイスネイチャ（前田佳織里）。
「ソシテミンナノ」
第3期オープニングテーマ。作詞は椎名宇伊（Cygames）、本田晃弘（Cygames）、作曲は本田晃弘（Cygames）、Lucas Nainemoutou（Cygames）、千葉梓（Cygames）、編曲は東大路憲太、下智子、伊禮完（Cygames）、歌はキタサンブラック（矢野妃菜喜）、サトノダイヤモンド（立花日菜）、サトノクラウン（鈴代紗弓）、シュヴァルグラン（夏吉ゆうこ）、サウンズオブアース（MAKIKO）、ドゥラメンテ（秋奈）。
第3期第13話では挿入歌としても使用された。歌はキタサンブラック、シュヴァルグラン。

### エンディングテーマ
「グロウアップ・シャイン！」
第1期エンディングテーマ。作詞は真崎エリカ、作曲は桑原聖、編曲は酒井拓也、歌はスペシャルウィーク（和氣あず未）、サイレンススズカ（高野麻里佳）、トウカイテイオー（Machico）、ウオッカ（大橋彩香）、ダイワスカーレット（木村千咲）、ゴールドシップ（上田瞳）、メジロマックイーン（大西沙織）。
「ありがとう、神様」
第1期第5R限定エンディングテーマ。作詞はApis、作曲・編曲はLucas、歌はスペシャルウィーク（和氣あず未）。
「Silent Star」
第1期第7R限定エンディングテーマ。作詞はCygames（corochi）、作曲・編曲は田中秀和、歌はサイレンススズカ（高野麻里佳）。
「Find My Only Way」
第1期第12R限定エンディングテーマ。作詞は真崎エリカ、作曲は新田目翔、編曲は田熊知存、歌はスピカ。
「うまぴょい伝説」
第1期EXTRA R（第13R）限定エンディングテーマ。作詞・作曲・編曲はCygames（本田晃弘）、歌はスペシャルウィーク（和氣あず未）、サイレンススズカ（高野麻里佳）、トウカイテイオー（Machico）、ウオッカ（大橋彩香）、ダイワスカーレット（木村千咲）、ゴールドシップ（上田瞳）、メジロマックイーン（大西沙織）、エルコンドルパサー（高橋未奈美）、グラスワンダー（前田玲奈）、セイウンスカイ（鬼頭明里）、キングヘイロー（佐伯伊織）、ハルウララ（首藤志奈）、シンボリルドルフ（田所あずさ）、タイキシャトル（大坪由佳）、エアグルーヴ（青木瑠璃子）、ヒシアマゾン（巽悠衣子）、フジキセキ（松井恵理子）、マルゼンスキー（Lynn）、テイエムオペラオー（徳井青空）、ビワハヤヒデ（近藤唯）、ナリタブライアン（相坂優歌）、オグリキャップ（高柳知葉）、スーパークリーク（優木かな）、タマモクロス（大空直美）、イナリワン（井上遥乃）、ウイニングチケット（渡部優衣）、メジロライアン（土師亜文）、メジロドーベル（久保田ひかり）、ナイスネイチャ（前田佳織里）、エイシンフラッシュ（藤野彩水）、マチカネフクキタル（新田ひより）、メイショウドトウ（和多田美咲）。また、テレビ放映版で映像としても使用された。
第2期第13話では再び限定エンディングテーマとして使用。歌はスペシャルウィーク（和氣あず未）、サイレンススズカ（高野麻里佳）、トウカイテイオー（Machico）、ウオッカ（大橋彩香）、ダイワスカーレット（木村千咲）、ゴールドシップ（上田瞳）、メジロマックイーン（大西沙織）、シンボリルドルフ（田所あずさ）、ナイスネイチャ（前田佳織里）、ツインターボ（花井美春）、イクノディクタス（田澤茉純）、マチカネタンホイザ（遠野ひかる）、メジロパーマー（のぐちゆり）、ダイタクヘリオス（山根綺）、ミホノブルボン（長谷川育美）、ライスシャワー（石見舞菜香）、ビワハヤヒデ（近藤唯）、ナリタタイシン（渡部恵子）、ウイニングチケット （渡部優衣）、キタサンブラック（矢野妃菜喜）、サトノダイヤモンド（立花日菜）、マルゼンスキー（Lynn）、マヤノトップガン（星谷美緒）、ヒシアケボノ（松嵜麗）、エアグルーヴ（青木瑠璃子）、マチカネフクキタル（新田ひより）、メイショウドトウ（和多田美咲）、セイウンスカイ（鬼頭明里）、グラスワンダー（前田玲奈）、エルコンドルパサー（髙橋ミナミ）、サクラバクシンオー（三澤紗千香）、メジロライアン（土師亜文）、メジロドーベル（久保田ひかり）、ナリタブライアン（衣川里佳）。
第3期第13話では三たび限定エンディングテーマとして使用。歌はキタサンブラック (矢野妃菜喜)、サトノダイヤモンド (立花日菜)、サトノクラウン (鈴代紗弓)、シュヴァルグラン (夏吉ゆうこ)、サウンズオブアース (MAKIKO)、ドゥラメンテ (秋奈)、トウカイテイオー(Machico)、メジロマックイーン (大西沙織)、ゴールドシップ (上田瞳)、スペシャルウィーク (和氣あず未)、サイレンススズカ (高野麻里佳)、ウオッカ (大橋彩香)、ダイワスカーレット (木村千咲)、ナイスネイチャ (前田佳織里)、ツインターボ (花井美春)、イクノディクタス (田澤茉純)、マチカネタンホイザ (遠野ひかる)、ロイスアンドロイス (田辺留依)、ヴィルシーナ (奥野香耶)、ヴィブロス (伊藤彩沙)、シンボリルドルフ (田所あずさ)、エアグルーヴ (青木瑠璃子)、ミホノブルボン (長谷川育美)、ライスシャワー (石見舞菜香)、サクラバクシンオー (三澤紗千香)、トーセンジョーダン (鈴木絵理)、マチカネフクキタル (新田ひより)、メイショウドトウ (和多田美咲)、メジロパーマー (のぐちゆり)、ダイタクヘリオス (山根綺)、コパノリッキー (稲垣好)。
「Enjoy and Join」
第1期EXTRA R（最終R）エンディングテーマ。作詞・作曲・編曲は新田目翔、歌はミホノブルボン（長谷川育美）、セイウンスカイ（鬼頭明里）、アグネスタキオン（上坂すみれ）、テイエムオペラオー（徳井青空）、エアシャカール（津田美波）、ゴールドシップ（上田瞳）、ナリタタイシン（渡部恵子）。
「木漏れ日のエール」
第2期エンディングテーマ。作詞は真崎エリカ、作曲は本多友紀、編曲は河合泰志、歌はトウカイテイオー（Machico）、メジロマックイーン（大西沙織）。第12話では歌唱担当パートが入れ替わった特別バージョンを使用。
第13話挿入歌(オープニングテーマ)としても使用された。
「ささやかな祈り」
第2期第7話限定エンディングテーマ。作詞は宮崎淳子、作曲は成本智美、編曲は賀佐泰洋、歌はライスシャワー（石見舞菜香）。第8話挿入歌としても使用された。途中の歌詞にはミホノブルボンやメジロマックイーンに憧れているような描写も見受けられる。
「願いのカタチ」
第2期第10話限定エンディングテーマ。作詞作曲は原田篤、編曲は脇眞富、歌はトウカイテイオー（Machico）
「Ambitious World」
1周年記念スペシャルアニメエンディングテーマ、第3期第9話限定エンディングテーマ。作詞は真崎エリカ、作曲・編曲は大熊淳生（Arte Refact）、歌はサトノダイヤモンド（立花日菜）とキタサンブラック（矢野妃菜喜）。
「アコガレChallenge Dash!!」
第3期エンディングテーマ。作詞は真崎エリカ、作曲は桑原聖（Arte Refact）、編曲は酒井拓也（Arte Refact）、歌はキタサンブラック（矢野妃菜喜）、スペシャルウィーク（和氣あず未）、サイレンススズカ（高野麻里佳）、トウカイテイオー（Machico）、ウオッカ（大橋彩香）、ダイワスカーレット（木村千咲）、ゴールドシップ（上田 瞳）、メジロマックイーン（大西沙織）。
「ロストシャイン」
第3期第1話限定エンディングテーマ。作詞は真崎エリカ、作曲は本多友紀（Arte Refact）、編曲は水野谷怜（Arte Refact）、歌はキタサンブラック（矢野妃菜喜）。
「空のほほえみ方」
第3期第4話限定エンディングテーマ。作詞は柿沼雅美、作曲・編曲は佐藤厚仁 (Dream Monster)、歌はキタサンブラック（矢野妃菜喜）。
「夢のこたえ」
第3期第6話限定エンディングテーマ。作詞は柿沼雅美、作曲・編曲はAira (Dream Monster)、歌はサトノダイヤモンド (立花日菜)。

### 挿入曲・挿入歌
「七色の景色」
第1期第1R挿入曲。作詞・作曲は瀧田綺美、編曲は中西亮輔、歌はサイレンススズカ（高野麻里佳）。
「ENDLESS DREAM!!」
第1期第2R、第3R挿入曲。作詞は磯谷佳江、作曲はCygames（内田哲也）、編曲はCygames（内田哲也）、瀧澤俊輔、歌はスペシャルウィーク（和氣あず未）、サイレンススズカ（高野麻里佳）、トウカイテイオー（Machico）。
「恋はダービー☆」
第1期第3R、第10R、第2期第10話挿入歌。作詞はCygames（corochi）、作曲はCygames（本田晃弘）、編曲は中西亮輔、歌はトウカイテイオー（Machico）。
「SEVEN」
第1期第8R、第10R挿入曲。作詞はApis、作曲・編曲はTAKT、歌はシンボリルドルフ（田所あずさ）。
「Special Record!」
第1期EXTRA R（第13R）挿入曲。作詞・作曲は新田目駿、編曲は廣澤優也、谷ナオキ、新田目駿、歌はスペシャルウィーク（和氣あず未）、サイレンススズカ（高野麻里佳）、トウカイテイオー（Machico）、ウオッカ（大橋彩香）、ダイワスカーレット（木村千咲）、ゴールドシップ（上田瞳）、メジロマックイーン（大西沙織）、エルコンドルパサー（高橋未奈美）、グラスワンダー（前田玲奈）、シンボリルドルフ（田所あずさ）、エアグルーヴ（青木瑠璃子）、ヒシアマゾン（巽悠衣子）、フジキセキ（松井恵理子）、マルゼンスキー（Lynn）、テイエムオペラオー（徳井青空）、ビワハヤヒデ（近藤唯）、ナリタブライアン（相坂優歌）、オグリキャップ（高柳知葉）。
「春空BLUE」
第1期EXTRA R（最終R）挿入曲。作詞は結城アイラ、作曲はshilo、編曲は松田彬人、歌はウイニングチケット（渡部優衣）、ナリタタイシン（渡部恵子）、ビワハヤヒデ（近藤唯）。
「winning the soul」
第2期第1話エンディング挿入歌。作詞・作曲・編曲は宮崎誠、歌はトウカイテイオー（Machico）。
「光の後ろ姿」
第3期第12話エンディング挿入歌。作詞は宮嶋淳子 (SUPA LOVE)　作曲・編曲は池田健仁 (Cygames)、歌はシュヴァルグラン (夏吉ゆうこ)。

### ファンファーレ
ゲーム版『ウマ娘』を引き継ぎ、競走前のオリジナルファンファーレにクレジットされた。
「ウマ娘ファンファーレ I 一般」
「ウマ娘ファンファーレ I GI」
「ウマ娘ファンファーレ I 重賞」
東京&中山競走前のファンファーレ。作曲・編曲は高田龍一（MONACA）。
「ウマ娘ファンファーレ II GI」
「ウマ娘ファンファーレ II 重賞」
京都&阪神競走前のファンファーレ。作曲・編曲は小林啓樹。
「ウマ娘ファンファーレ VI GI」
宝塚記念競走前のファンファーレ。作曲・編曲は椎名豪。

## 各話リスト
| 話数                              | サブタイトル                      | 脚本                | 画コンテ               | 演出                                            | 作画監督 | 総作画監督                          | 初放送日       |          |          |          |          |          |          |          |          |          |          |          |          |          |          |          |          |          |
| Season 1                          | Season 1                          | Season 1            | Season 1               | Season 1                                        | Season 1 | Season 1                            | Season 1       | Season 1 | Season 1 | Season 1 | Season 1 | Season 1 | Season 1 | Season 1 | Season 1 | Season 1 | Season 1 | Season 1 | Season 1 | Season 1 | Season 1 | Season 1 | Season 1 | Season 1 |
| --------------------------------- | --------------------------------- | ------------------- | ---------------------- | ----------------------------------------------- | --- | ----------------------------------- | -------------- | -------- | -------- | -------- | -------- | -------- | -------- | -------- | -------- | -------- | -------- | -------- | -------- | -------- | -------- | -------- | -------- | -------- |
| 第1R                              | 夢のゲートっ！                    | 杉浦理史            | 及川啓                 | 及川啓 太田知章                                 | 辻智子 椛島洋介 | 椛島洋介                            | 2018年 4月2日  |          |          |          |          |          |          |          |          |          |          |          |          |          |          |          |          |          |
| 第2R                              | いきなりのデビュー戦              | 杉浦理史            | 及川啓                 | 阿部ゆり子 菅沼芙実彦                           | 井上裕亮 鍋田香代子 | 椛島洋介                            | 2018年 4月2日  |          |          |          |          |          |          |          |          |          |          |          |          |          |          |          |          |          |
| 第3R                              | 初めての大一番                    | 杉浦理史            | 及川啓                 | 太田知章                                        | 宮崎司 鍋田香代子 | 椛島洋介                            | 4月9日         |          |          |          |          |          |          |          |          |          |          |          |          |          |          |          |          |          |
| 第4R                              | 特訓ですっ！                      | 米内山陽子          | 増井壮一               | 阿部ゆり子                                      | 井上裕亮 秋山有希 宮下雄次                                                                                              | 椛島洋介                            | 4月16日        |          |          |          |          |          |          |          |          |          |          |          |          |          |          |          |          |          |
| 第5R                              | ライバルとのダービー              | 杉浦理史            | 及川啓                 | 許琮                                            | 宮崎司 小島明日香 | 椛島洋介                            | 4月23日        |          |          |          |          |          |          |          |          |          |          |          |          |          |          |          |          |          |
| 第6R                              | 天高く、ウマ娘燃ゆる秋            | 池田亮              | 本間修                 | 本間修                                          | 大東百合恵 小島明日香 秋山有希                                                                                          | 椛島洋介                            | 4月30日        |          |          |          |          |          |          |          |          |          |          |          |          |          |          |          |          |          |
| 第7R                              | 約束                              | 杉浦理史            | 今泉賢一               | 藤井康雄                                        | 村長由紀 岩崎亮 宮下雄次 市原圭子 小島明日香 宮崎司 井上裕亮 Kim Eun-seon Kwon Hyeok-jeong Park Ae-ri                   | 椛島洋介                            | 5月7日         |          |          |          |          |          |          |          |          |          |          |          |          |          |          |          |          |          |
| 第8R                              | あなたの為に                      | 米内山陽子          | 及川啓                 | 太田知章                                        | 日下部智津子 | 椛島洋介                            | 5月14日        |          |          |          |          |          |          |          |          |          |          |          |          |          |          |          |          |          |
| 第9R                              | スピカの夢                        | 杉浦理史            | 今泉賢一               | 今泉賢一                                        | 椛島洋介 井上裕亮 宮崎司 辻智子 宮下雄次 村長由紀 阿部美佐緒 池津寿恵                                                   | 椛島洋介                            | 5月21日        |          |          |          |          |          |          |          |          |          |          |          |          |          |          |          |          |          |
| 第10R                             | 何度負けても                      | 池田亮              | 高村彰                 | 熨斗谷充孝                                      | 椛島洋介 井上裕亮 宮崎司 小島明日香 宮下雄次 辻智子 村長由紀 阿部美佐緒 岩崎亮 柴田ユウジ                               | 椛島洋介                            | 5月28日        |          |          |          |          |          |          |          |          |          |          |          |          |          |          |          |          |          |
| 第11R                             | おかえりなさい！                  | 米内山陽子          | 本間修                 | 本間修                                          | 椛島洋介 井上裕亮 宮崎司 小島明日香 辻智子 宮下雄次 村長由紀 阿部美佐緒 松岡謙治 野田康行 合田真さ美                    | 椛島洋介                            | 6月4日         |          |          |          |          |          |          |          |          |          |          |          |          |          |          |          |          |          |
| 第12R                             | 夢の舞台                          | 池田亮              | 今泉賢一               | 高村彰 阿部ゆり子                               | 椛島洋介 井上裕亮 宮崎司 小島明日香 辻智子 宮下雄次 阿部美佐緒 村長由紀 柴田ユウジ 伊礼えり                             | 椛島洋介                            | 6月11日        |          |          |          |          |          |          |          |          |          |          |          |          |          |          |          |          |          |
| EXTRA R （第13R）                 | 響け、ファンファーレ！            | 杉浦理史            | 及川啓                 | 太田知章 及川啓 許琮 本間修 今泉賢一 阿部ゆり子 | 椛島洋介 辻智子 井上裕亮 宮崎司 小島明日香 宮下雄次 合田真さ美 阿部美佐緒 川面恒介 秋山有希 若山正志 河野直人 伊礼えり  | 椛島洋介                            | 6月18日        |          |          |          |          |          |          |          |          |          |          |          |          |          |          |          |          |          |
| EXTRA R （第14R）                 | BNWの誓い (1)                     | 杉浦理史            | 及川啓                 | 太田知章                                        | 辻智子 村長由紀 | 椛島洋介                            | 2021年 1月2日  |          |          |          |          |          |          |          |          |          |          |          |          |          |          |          |          |          |
| EXTRA R （第15R）                 | BNWの誓い (2)                     | 杉浦理史            | 及川啓                 | 平野宏樹                                        | 藤本さとる | 椛島洋介                            | 2021年 1月2日  |          |          |          |          |          |          |          |          |          |          |          |          |          |          |          |          |          |
| EXTRA R （第16R）                 | BNWの誓い (3)                     | 杉浦理史            | 及川啓 本間修          | 本間修                                          | 椛島洋介 辻智子 鍋田香代子 宮下雄次 高橋端紀                                                                            | 椛島洋介                            | 2021年 1月2日  |          |          |          |          |          |          |          |          |          |          |          |          |          |          |          |          |          |
| Season 2                          |                                   |                     |                        |                                                 | |                                     |                |          |          |          |          |          |          |          |          |          |          |          |          |          |          |          |          |          |
| 第1話                             | トウカイテイオー                  | 杉浦理史            | 及川啓                 | 成田巧                                          | 中島順 宗圓祐輔 | 椛島洋介                            | 1月5日         |          |          |          |          |          |          |          |          |          |          |          |          |          |          |          |          |          |
| 第2話                             | 譲れないから！                    | 米内山陽子          | 及川啓                 | 佃泰佑                                          | 藤本さとる | -                                   | 1月12日        |          |          |          |          |          |          |          |          |          |          |          |          |          |          |          |          |          |
| 第3話                             | 出会い                            | 池田亮              | 成田巧                 | 吉川志我津                                      | ハニュー 福田佳太 | -                                   | 1月19日        |          |          |          |          |          |          |          |          |          |          |          |          |          |          |          |          |          |
| 第4話                             | TM対決！                          | 杉浦理史            | 小野勝巳               | 太田知章                                        | 関口可奈味 齊藤佳子 Kim Eun-sun Lee Bu-hee                                                                              | -                                   | 1月26日        |          |          |          |          |          |          |          |          |          |          |          |          |          |          |          |          |          |
| 第5話                             | 無敗と連覇                        | 杉浦理史            | 及川啓 成田巧          | にしづきあらた                                  | 桐谷真咲 辻智子 坂本俊太                                                                                                | 藤本さとる                          | 2月2日         |          |          |          |          |          |          |          |          |          |          |          |          |          |          |          |          |          |
| 第6話                             | なんのために                      | 米内山陽子          | 宗廣智行               | 本間修                                          | 井上裕亮 村長由紀 鍋田香代子                                                                                            | 椛島洋介                            | 2月9日         |          |          |          |          |          |          |          |          |          |          |          |          |          |          |          |          |          |
| 第7話                             | 祝福の名前                        | 池田亮              | 及川啓 成田巧          | 筑紫大介 飯田大樹                               | 関口可奈味 Kim Eun-sun Kim Hye-soo Kwon Hee-jae                                                                         | 藤本さとる                          | 2月16日        |          |          |          |          |          |          |          |          |          |          |          |          |          |          |          |          |          |
| 第8話                             | ささやかな祈り                    | 杉浦理史            | 及川啓                 | 佃泰佑                                          | 中島順 宗圓祐輔 坂本俊太 桐谷真咲 鈴木光                                                                                | 椛島洋介                            | 2月23日        |          |          |          |          |          |          |          |          |          |          |          |          |          |          |          |          |          |
| 第9話                             | ストップウオッチ                  | 米内山陽子          | 吉川志我津 及川啓      | 太田知章                                        | 井上裕亮 Lee Min-bae Kim Yu-sun Park Ae-lee Kim Bo-kyung 月面 寿門堂                                                    | 藤本さとる                          | 3月2日         |          |          |          |          |          |          |          |          |          |          |          |          |          |          |          |          |          |
| 第10話                            | 必ず、きっと                      | 米内山陽子 永井真吾 | 種村綾隆               | 種村綾隆                                        | 福田佳太 ハニュー 桐谷真咲                                                                                              | 椛島洋介                            | 3月9日         |          |          |          |          |          |          |          |          |          |          |          |          |          |          |          |          |          |
| 第11話                            | この気持ちって                    | 永井真吾            | 成田巧                 | 本間修                                          | 関口可奈味 Kim Eun-sun Kim Yu-seon Shin Jae-hee Lee Sang Jin                                                            | 藤本さとる                          | 3月16日        |          |          |          |          |          |          |          |          |          |          |          |          |          |          |          |          |          |
| 第12話                            | ふたり                            | 永井真吾            | 堀米健二               | 佃泰佑 及川啓                                   | 辻智子 桐谷真咲 坂本俊太                                                                                                | 椛島洋介                            | 3月23日        |          |          |          |          |          |          |          |          |          |          |          |          |          |          |          |          |          |
| 第13話                            | 夢をかける                        | 永井真吾            | 及川啓 成田巧 小野勝巳 | 成田巧 及川啓 吉川志我津 にしづきあらた 佃泰佑  | 中島順 ハニュー 福田佳太 桐谷真咲 坂本俊太 辻智子 鍋田香代子                                                            | 椛島洋介 藤本さとる                 | 3月30日        |          |          |          |          |          |          |          |          |          |          |          |          |          |          |          |          |          |
| 1st Anniversary Special Animation |                                   |                     |                        |                                                 | |                                     |                |          |          |          |          |          |          |          |          |          |          |          |          |          |          |          |          |          |
| -                                 | 1st Anniversary Special Animation | 松野芽衣子          | 及川啓                 | 吉川志我津                                      | 福田佳太 | 辻智子                              | 2022年 2月22日 |          |          |          |          |          |          |          |          |          |          |          |          |          |          |          |          |          |
| Season 3                          |                                   |                     |                        |                                                 | |                                     |                |          |          |          |          |          |          |          |          |          |          |          |          |          |          |          |          |          |
| 第1話                             | 憧れた景色                        | 永井真吾            | 及川啓                 | 佃泰佑                                          | 秋月彩 伊藤幸 坂本俊太                                                                                                  | 椛島洋介                            | 2023年 10月5日 |          |          |          |          |          |          |          |          |          |          |          |          |          |          |          |          |          |
| 第2話                             | スタートライン                    | 永井真吾            | 及川啓                 | 成田巧                                          | 冨永一仁 福田佳太 三股浩史                                                                                              | 仁井学                              | 10月12日       |          |          |          |          |          |          |          |          |          |          |          |          |          |          |          |          |          |
| 第3話                             | 夢は終わらない                    | 樋口達人            | 町谷俊輔               | 町谷俊輔                                        | 藤本さとる | 藤本さとる                          | 10月19日       |          |          |          |          |          |          |          |          |          |          |          |          |          |          |          |          |          |
| 第4話                             | あたしだけの輝き                  | 松野芽衣子          | 境宗久                 | 安川央里                                        | 國松聖士 くまがばんいち 小林陽奈                                                                                        | 仁井学                              | 10月26日       |          |          |          |          |          |          |          |          |          |          |          |          |          |          |          |          |          |
| 第5話                             | 自分の証明                        | 樋口達人            | 堀米健二               | 佐久間瑞希                                      | 秋月彩 伊藤幸 冨永一仁 橋口隼人                                                                                         | 藤本さとる                          | 11月2日        |          |          |          |          |          |          |          |          |          |          |          |          |          |          |          |          |          |
| 第6話                             | ダイヤモンド                      | 南幸大              | 及川啓                 | 佃泰佑                                          | 椛島洋介 坂本俊太 ハニュー 福田佳太 三股浩史                                                                            | 椛島洋介                            | 11月9日        |          |          |          |          |          |          |          |          |          |          |          |          |          |          |          |          |          |
| 第7話                             | あたしたちの有マ記念              | 永井真吾            | 及川啓 成田巧          | 安川央里                                        | 伊藤幸 桐谷真咲 冨永一仁 中尾和麻 中島順 福田佳太                                                                       | 仁井学 福田佳太                     | 11月16日       |          |          |          |          |          |          |          |          |          |          |          |          |          |          |          |          |          |
| 第8話                             | ずっとあったもの                  | 松野芽衣子          | 須岡伊太時             | 須岡伊太時                                      | 國松聖士 小林陽奈 坂本俊太 中島順 橋口隼人 福田佳太 舛田裕美 三股浩史                                                   | 藤本さとる 仁井学                   | 11月23日       |          |          |          |          |          |          |          |          |          |          |          |          |          |          |          |          |          |
| 第9話                             | 迫る熱に押されて                  | 樋口達人            | 光田史亮               | 光田史亮                                        | 秋月彩 伊藤幸 桐谷真咲 國松聖士 小林陽奈 坂友加里 坂本俊太 辻智子 冨永一仁 中島順 橋口隼人 ハニュー 福田佳太 Niii       | 椛島洋介 藤本さとる                 | 11月30日       |          |          |          |          |          |          |          |          |          |          |          |          |          |          |          |          |          |
| 第10話                            | お祭り                            | 永井真吾            | 町谷俊輔               | 町谷俊輔                                        | 伊藤幸 桐谷真咲 冨永一仁 中島順 ハニュー 福田佳太 高妻匠 落合良亮 岡崎滉 長沼智也                                       | 藤本さとる                          | 12月7日        |          |          |          |          |          |          |          |          |          |          |          |          |          |          |          |          |          |
| 第11話                            | 決意                              | 樋口達人            | 及川啓                 | 大隈孝晴                                        | 秋月彩 小林陽奈 坂本俊太 辻智子 橋口隼人 三股浩史 伊藤幸 桐谷真咲 ハニュー                                              | 椛島洋介                            | 12月14日       |          |          |          |          |          |          |          |          |          |          |          |          |          |          |          |          |          |
| 第12話                            | キタサンブラック                  | 南幸大              | 及川啓                 | 成田巧 安川央里                                 | 桐谷真咲 坂本俊太 冨永一仁 橋口隼人 中島順 福田佳太 三股浩史 はまだまこと 落合良亮 KAGO                                 | 藤本さとる 福田佳太                 | 12月21日       |          |          |          |          |          |          |          |          |          |          |          |          |          |          |          |          |          |
| 第13話                            | そしてあなたの……                  | 永井真吾            | 及川啓                 | 佃泰佑 町谷俊輔                                 | 椛島洋介 藤本さとる 辻智子 福田佳太 秋月彩 伊藤幸 桐谷真咲 坂本俊太 寺井佳史 冨永一仁 中島順 橋口隼人 ハニュー 三股浩史 | 椛島洋介 藤本さとる 辻智子 福田佳太 | 12月28日       |          |          |          |          |          |          |          |          |          |          |          |          |          |          |          |          |          |

## 放送局
| 放送期間                          | 放送時間                     | 放送局     | 対象地域   | 備考                      |
| --------------------------------- | ---------------------------- | ---------- | ---------- | ------------------------- |
| 2018年4月2日 - 6月18日            | 月曜 0:00 - 0:30（日曜深夜） | TOKYO MX   | 東京都     |                           |
|                                   |                              | BS11       | 日本全域   | BS放送 / 『ANIME+』枠     |
|                                   | 月曜 1:55 - 2:25（日曜深夜） | 関西テレビ | 近畿広域圏 | 製作参加                  |
|                                   | 月曜 23:30 - 火曜 0:00       | AT-X       | 日本全域   | CS放送 / リピート放送あり |
| 2018年4月3日 - 6月19日            | 火曜 1:25 - 1:55（月曜深夜） | サガテレビ | 佐賀県     |                           |
| 初回は1時間放送（第1R・第2R放送） |                              |            |            |                           |

| 配信開始日                        | 配信時間           | 配信サイト |
| --------------------------------- | ------------------ | --- |
| 2018年4月3日                      | 火曜 23:00 更新    | AbemaTV |
| 2018年4月7日                      | 土曜 12:00 更新    | Amazonプライム・ビデオ dアニメストア （本店・ニコニコ支店） Google Play YouTube HAPPY!動画 J:COMオンデマンド ビデオパス milplus Rakuten TV TSUTAYA TV アニメ放題 U-NEXT ゲオTV バンダイチャンネル ビデオマーケット ふらっと動画 GYAO!ストア GYAO! ひかりTV あにてれ ムービーフルPlus ニコニコチャンネル |
|                                   | 土曜 22:00 - 22:30 | ニコニコ生放送 |
| 初回は1時間配信（第1R・第2R放送） |                    | |

| 放送期間               | 放送時間                     | 放送局     | 対象地域   | 備考                               |
| ---------------------- | ---------------------------- | ---------- | ---------- | ---------------------------------- |
| 2021年1月5日 - 3月30日 | 火曜 0:00 - 0:30（月曜深夜） | TOKYO MX   | 東京都     |                                    |
|                        |                              | BS11       | 日本全域   | BS放送 / 『ANIME+』枠              |
|                        | 火曜 2:10 - 2:40（月曜深夜） | 関西テレビ | 近畿広域圏 | 製作参加 / 初回は2:00 - 2:30に放送 |
| 2021年1月11日 - 4月5日 | 月曜 21:30 - 22:00           | AT-X       | 日本全域   | CS放送 / リピート放送あり          |
| 2021年1月14日 - 4月8日 | 木曜 0:25 - 0:55（水曜深夜） | サガテレビ | 佐賀県     |                                    |

| 配信開始日    | 配信時間                  | 配信サイト |
| ------------- | ------------------------- | --- |
| 2021年1月5日  | 火曜 12:00 更新           | ABEMA あにてれ アニメ放題 Amazonプライム・ビデオ FOD GYAO! Google Play dアニメストア（本店・ニコニコ支店・for Prime Video） DMM.com ニコニコチャンネル バンダイチャンネル ひかりTV ビデオマーケット VIDEX music.jp ムービーフルPlus U-NEXT Rakuten TV |
|               | 火曜 19:00 更新           | TSUTAYA TV |
| 2021年1月7日  | 木曜 12:00 更新           | ゲオTV |
| 2021年1月8日  | 金曜 0:00（木曜深夜）更新 | カンテレドーガ J:COMオンデマンド TVer TELASA milplus |
| 2021年1月14日 | 木曜 12:00 更新           | ふらっと動画 |
| 2021年1月15日 | 金曜 12:00 更新           | HAPPY!動画 |

| 放送期間                      | 放送時間                     | 放送局       | 対象地域   | 備考                                 |
| ----------------------------- | ---------------------------- | ------------ | ---------- | ------------------------------------ |
| 2023年10月5日 - 12月28日      | 木曜 0:00 - 0:30（水曜深夜） | TOKYO MX     | 東京都     |                                      |
|                               |                              | BS11         | 日本全域   | BS放送 / 『ANIME+』枠                |
| 2023年10月8日 - 12月30日      | 日曜 1:45 - 2:15（土曜深夜） | 関西テレビ   | 近畿広域圏 | 製作参加 / 最終回は日時変更          |
| 2023年10月8日 - 12月31日      | 日曜 21:30 - 22:00           | AT-X         | 日本全域   | CS放送 / 字幕放送 / リピート放送あり |
| 2023年10月10日 - 2024年1月9日 | 火曜 0:55 - 1:25（月曜深夜） | サガテレビ   | 佐賀県     |                                      |
| 2023年10月28日 -              | 土曜 21:00 - 21:30           | アニマックス | 日本全域   | BS/CS放送                            |

| 配信開始日    | 配信時間                   | 配信サイト |
| ------------- | -------------------------- | --- |
| 2023年10月5日 | 木曜 0:30（水曜深夜） 更新 | ABEMA Amazonプライム・ビデオ dアニメストア（本店・ニコニコ支店・for Prime Video） DMM TV FOD Hulu Lemino U-NEXT アニメ放題 ニコニコ動画 バンダイチャンネル music.jp Rakuten TV カンテレドーガ ビデオマーケット |
|               | 木曜 10:00 更新            | VIDEX |
|               | 木曜 12:00 更新            | ムービーフルPlus |
| 2023年10月6日 | 金曜 12:00 更新            | HAPPY!動画 |
| 2023年10月7日 | 土曜 0:00（金曜深夜） 更新 | J:COMオンデマンド milplus TELASA |
| 2023年10月8日 | 日曜 10:00 更新            | TVer |

## 関連商品

### Blu-ray BOX
トレーナーズBOX「ウマ箱」（第2期は「ウマ箱2」、第3期は「ウマ箱3」）として発売。第1期には映像特典として、レースシーンの実況を本職のアナウンサーに吹き替えた映像を収録。
| 巻          | 発売日         | 収録話       | 規格品番   | 実況吹き替え版映像 担当アナウンサー |
| ----------- | -------------- | ------------ | ---------- | ----------------------------------- |
| 第1コーナー | 2018年7月18日  | 第1R - 第4R  | TBR-28250D | 吉原功兼                            |
| 第2コーナー | 2018年8月15日  | 第5R - 第8R  | TBR-28251D | 馬場鉄志                            |
| 第3コーナー | 2018年10月17日 | 第9R - 第12R | TBR-28252D | 吉田伸男                            |
| 第4コーナー | 2018年12月19日 | EXTRA R      | TBR-28253D | 中野雷太                            |

| 巻          | 発売日        | 収録話          | 規格品番   |
| ----------- | ------------- | --------------- | ---------- |
| 第1コーナー | 2021年5月26日 | 第1話 - 第4話   | TBR-31116D |
| 第2コーナー | 2021年6月23日 | 第5話 - 第7話   | TBR-31117D |
| 第3コーナー | 2021年7月21日 | 第8話 - 第10話  | TBR-31118D |
| 第4コーナー | 2021年8月18日 | 第11話 - 第13話 | TBR-31119D |

| 巻          | 発売日        | 収録話          | 規格品番   |
| ----------- | ------------- | --------------- | ---------- |
| 第1コーナー | 2024年1月24日 | 第1話 - 第3話   | TBR-34035D |
| 第2コーナー | 2024年2月21日 | 第4話 - 第6話   | TBR-34036D |
| 第3コーナー | 2024年3月20日 | 第7話 - 第9話   | TBR-34037D |
| 第4コーナー | 2024年4月17日 | 第10話 - 第13話 | TBR-34038D |

### CD
「ANIMATION DERBY」シリーズとして、アニメに関係する楽曲を収録。
| 発売日         | タイトル                                                | 規格品番                        | 備考 |
| -------------- | ------------------------------------------------------- | ------------------------------- | --- |
| 2017年11月22日 | ANIMATION DERBY 00 ENDLESS DREAM!!                      | LACM-34688（限定盤） LACM-14688 | |
| 2018年4月25日  | ANIMATION DERBY 01 Make debut!                          | LACM-14741                      | テレビアニメOP曲 |
| 2018年5月9日   | ANIMATION DERBY 02 グロウアップ・シャイン！             | LACM-14742                      | テレビアニメED曲 |
| 2018年7月25日  | ANIMATION DERBY 03 Special Record!/Find My Only Way     | LACM-14779                      | EXTRA R挿入歌/第12R ED曲 |
| 2018年8月1日   | ANIMATION DERBY 04 Original Soundtrack                  | LACA-9637/8                     | |
| 2018年9月12日  | ANIMATION DERBY 05                                      | LACA-15755                      | 過去の「STARTING GATE」シリーズより、チーム〈スピカ〉所属ウマ娘のソロ曲をピックアップして収録。                                    |
| 2018年9月26日  | ANIMATION DERBY 06                                      | LACA-15756                      | 過去の「STARTING GATE」シリーズより、チーム〈リギル〉を中心にアニメに登場した7名のウマ娘のソロ曲をピックアップして収録。           |
| 2018年10月10日 | ANIMATION DERBY 07                                      | LACA-15757                      | 過去の「STARTING GATE」シリーズより、アニメでスペシャルウィークの親友やライバルとなった7名のウマ娘のソロ曲をピックアップして収録。 |
| 2021年2月24日  | ANIMATION DERBY Season 2 vol.1 ユメヲカケル！           | LACM-24083                      | テレビアニメOP曲/第1話 ED曲 |
| 2021年3月10日  | ANIMATION DERBY Season 2 vol.2 木漏れ日のエール         | LACM-24087                      | テレビアニメED曲 |
| 2021年3月31日  | ANIMATION DERBY Season 2 vol.3 Original Sound Track     | LACA-9814/5                     | |
| 2023年11月1日  | ANIMATION DERBY Season 3 vol.1 ソシテミンナノ           | LACM-24452                      | テレビアニメOP曲/第1話 ED曲 |
| 2023年11月1日  | ANIMATION DERBY Season 3 vol.2 アコガレChallenge Dash!! | LACM-24453                      | テレビアニメED曲 |
| 2024年1月10日  | ANIMATION DERBY Season 3 vol.3 Original Sound Track     | LACA-19014/5                    | |

## 反響
2021年5月26日に発売された『ウマ箱2 第1コーナー トレーナーズBOX』は、発売初週にオリコン調べ（週間ブルーレイチャート）で112,030枚、サウンドスキャンジャパン調べ（週間映像タイトル別ヒットチャート）で112,400枚を売り上げ、いずれも1位となった。
このうちオリコンでの売り上げ枚数について、これまで発売されたテレビアニメのブルーレイソフトの初週販売枚数において、過去最高であった『ラブライブ! 2nd season』（約8.2万枚）を上回り、歴代最高の売り上げとなった。
2021年にはJR函館線銀山駅が主人公の故郷の駅に似ていると話題になり新聞記事で取り上げられた。